# Statistiche e record di Rafael Nadal
| Finali in carriera                                                |                     |       |       |     |      |
| Specialità                                                        | Categoria           | Vinte | Perse | Tot | V %  |
| Singolare                                                         | Grande Slam         | 22    | 8     | 30  | 73%  |
| Singolare                                                         | Olimpiadi estive    | 1     | 0     | 1   | 100% |
| Singolare                                                         | Tour Finals         | 0     | 2     | 2   | 0%   |
| Singolare                                                         | ATP Masters 10001   | 36    | 17    | 53  | 68%  |
| Singolare                                                         | ATP Tour 500        | 23    | 6     | 29  | 79%  |
| Singolare                                                         | ATP Tour 250        | 10    | 6     | 16  | 63%  |
| Singolare                                                         | Totale              | 92    | 39    | 131 | 70%  |
| Doppio                                                            | Grande Slam         | –     | –     | –   | –    |
| Doppio                                                            | Olimpiadi estive    | 1     | 0     | 1   | 100% |
| Doppio                                                            | Torneo di fine anno | –     | –     | –   | –    |
| Doppio                                                            | ATP Masters 10001   | 3     | 0     | 3   | 100% |
| Doppio                                                            | ATP Tour 500        | 1     | 2     | 3   | 33%  |
| Doppio                                                            | ATP Tour 250        | 6     | 2     | 8   | 75%  |
| Doppio                                                            | Coppa Davis         | 5     | 0     | 5   | 100% |
| Doppio                                                            | Hopman Cup          | –     | –     | –   | –    |
| Doppio                                                            | ATP Cup             | 0     | 1     | 1   | 0%   |
| Doppio                                                            | Laver Cup           | 2     | 0     | 2   | 100% |
| Doppio                                                            | United Cup          | –     | –     | –   | –    |
| Totale                                                            | Totale              | 18    | 5     | 23  | 78%  |
| Totale                                                            | Totale              | 110   | 44    | 154 | 71%  |
| 1 Conosciuti in precedenza come "ATP Masters Series" (2004–2008). |                     |       |       |     |      |

In questa pagina sono riportate le statistiche e i record realizzati da Rafael Nadal durante la carriera tennistica. 

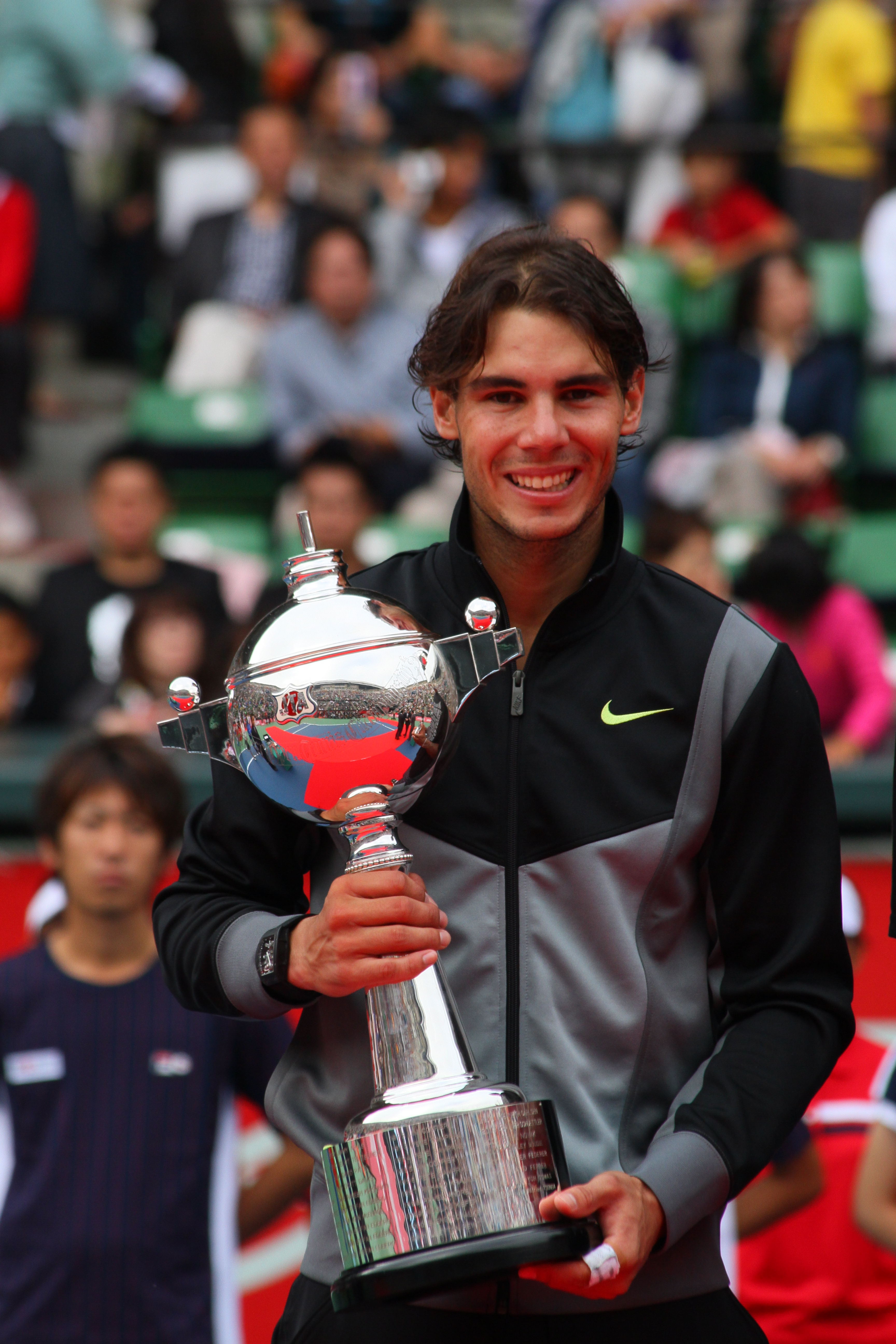
Nadal ai Japan Open Tennis Championships 2010

## Statistiche

### Singolare

#### Vittorie (92)
| Legenda tornei                                    |
| Grande Slam (22)                                  |
| ATP Finals (0)                                    |
| Masters Series / ATP Masters 1000 (36)            |
| Giochi olimpici (1)                               |
| ATP International Series Gold / ATP Tour 500 (23) |
| ATP International Series / ATP Tour 250 (10)      |

| Legenda superfici |
| Cemento (25)      |
| Terra rossa (63)  |
| Erba (4)          |

| N.  | Data              | Torneo                                  | Superficie      | Avversario in finale  | Punteggio                        |
| --- | ----------------- | --------------------------------------- | --------------- | --------------------- | -------------------------------- |
| 1.  | 15 agosto 2004    | Sopot Open, Sopot                       | Terra rossa     | José Acasuso          | 6–3, 6–4                         |
| 2.  | 20 febbraio 2005  | Brasil Open, Costa do Sauipe            | Terra rossa     | Alberto Martín        | 6–0, 6(2)–7, 6–1                 |
| 3.  | 27 febbraio 2005  | Abierto Mexicano de Tenis, Acapulco     | Terra rossa     | Albert Montañés       | 6–1, 6–0                         |
| 4.  | 17 aprile 2005    | Monte Carlo Masters, Monte Carlo        | Terra rossa     | Guillermo Coria       | 6–3, 6–1, 0–6, 7–5               |
| 5.  | 24 aprile 2005    | Barcelona Open, Barcellona              | Terra rossa     | Juan Carlos Ferrero   | 6–1, 7–6(4), 6–3                 |
| 6.  | 9 maggio 2005     | Internazionali d'Italia, Roma           | Terra rossa     | Guillermo Coria       | 6–4, 3–6, 6–3, 4–6, 7–6(6)       |
| 7.  | 5 giugno 2005     | Open di Francia, Parigi                 | Terra rossa     | Mariano Puerta        | 6(6)–7, 6–3, 6–1, 7–5            |
| 8.  | 4 luglio 2005     | Swedish Open, Båstad                    | Terra rossa     | Tomáš Berdych         | 2–6, 6–2, 6–4                    |
| 9.  | 18 luglio 2005    | Stuttgart Open, Stoccarda               | Terra rossa     | Gastón Gaudio         | 6–3, 6–3, 6–4                    |
| 10. | 8 agosto 2005     | Canadian Open, Montréal                 | Cemento         | Andre Agassi          | 6–3, 4–6, 6–2                    |
| 11. | 18 settembre 2005 | China Open, Pechino                     | Cemento         | Guillermo Coria       | 5–7, 6–1, 6–2                    |
| 12. | 17 ottobre 2005   | Madrid Open, Madrid                     | Cemento (i)     | Ivan Ljubičić         | 3–6, 2–6, 6–3, 6–4, 7–6(3)       |
| 13. | 27 febbraio 2006  | Dubai Tennis Championships, Dubai       | Cemento         | Roger Federer         | 2–6, 6–4, 6–4                    |
| 14. | 17 aprile 2006    | Monte Carlo Masters, Monte Carlo (2)    | Terra rossa     | Roger Federer         | 6–2, 6(2)–7, 6–3, 7–6(5)         |
| 15. | 24 aprile 2006    | Barcelona Open, Barcellona (2)          | Terra rossa     | Tommy Robredo         | 6–4, 6–4, 6–0                    |
| 16. | 8 maggio 2006     | Internazionali d'Italia, Roma (2)       | Terra rossa     | Roger Federer         | 6(0)–7, 7–6(5), 6–4, 2–6, 7–6(5) |
| 17. | 11 giugno 2006    | Open di Francia, Parigi (2)             | Terra rossa     | Roger Federer         | 1–6, 6–1, 6–4, 7–6(4)            |
| 18. | 18 marzo 2007     | Indian Wells Open, Indian Wells         | Cemento         | Novak Đoković         | 6–2, 7–5                         |
| 19. | 22 aprile 2007    | Monte Carlo Masters, Monte Carlo (3)    | Terra rossa     | Roger Federer         | 6–4, 6–4                         |
| 20. | 29 aprile 2007    | Barcelona Open, Barcellona (3)          | Terra rossa     | Guillermo Cañas       | 6–3, 6–4                         |
| 21. | 13 maggio 2007    | Internazionali d'Italia, Roma (3)       | Terra rossa     | Fernando González     | 6–2, 6–2                         |
| 22. | 10 giugno 2007    | Open di Francia, Parigi (3)             | Terra rossa     | Roger Federer         | 6–3, 4–6, 6–3, 6–4               |
| 23. | 22 luglio 2007    | Stuttgart Open, Stoccarda (2)           | Terra rossa     | Stan Wawrinka         | 6–4, 7–5                         |
| 24. | 27 aprile 2008    | Monte Carlo Masters, Monte Carlo (4)    | Terra rossa     | Roger Federer         | 7–5, 7–5                         |
| 25. | 4 maggio 2008     | Barcelona Open, Barcellona (4)          | Terra rossa     | David Ferrer          | 6–1, 4–6, 6–1                    |
| 26. | 18 maggio 2008    | Hamburg European Open, Amburgo          | Terra rossa     | Roger Federer         | 7–5, 6(3)–7, 6–3                 |
| 27. | 8 giugno 2008     | Open di Francia, Parigi (4)             | Terra rossa     | Roger Federer         | 6–1, 6–3, 6–0                    |
| 28. | 15 giugno 2008    | Queen's Club Championships, Londra      | Erba            | Novak Đoković         | 7–6(6), 7–5                      |
| 29. | 6 luglio 2008     | Torneo di Wimbledon, Londra             | Erba            | Roger Federer         | 6–4, 6–4, 6(5)–7, 6(8)–7, 9–7    |
| 30. | 27 luglio 2008    | Canadian Open, Toronto (2)              | Cemento         | Nicolas Kiefer        | 6–3, 6–2                         |
| 31. | 17 agosto 2008    | Giochi Olimpici, Pechino                | Cemento         | Fernando González     | 6–3, 7–6(2), 6–3                 |
| 32. | 1º febbraio 2009  | Australian Open, Melbourne              | Cemento         | Roger Federer         | 7–5, 3–6, 7–6(3), 3–6, 6–2       |
| 33. | 22 marzo 2009     | Indian Wells Open, Indian Wells (2)     | Cemento         | Andy Murray           | 6–1, 6–2                         |
| 34. | 19 aprile 2009    | Monte Carlo Masters, Monte Carlo (5)    | Terra rossa     | Novak Đoković         | 6–3, 2–6, 6–1                    |
| 35. | 26 aprile 2009    | Barcelona Open, Barcellona (5)          | Terra rossa     | David Ferrer          | 6–2, 7–5                         |
| 36. | 3 maggio 2009     | Internazionali d'Italia, Roma (4)       | Terra rossa     | Novak Đoković         | 7–6(2), 6–2                      |
| 37. | 18 aprile 2010    | Monte Carlo Masters, Monte Carlo (6)    | Terra rossa     | Fernando Verdasco     | 6–0, 6–1                         |
| 38. | 2 maggio 2010     | Internazionali d'Italia, Roma (5)       | Terra rossa     | David Ferrer          | 7–5, 6–2                         |
| 39. | 16 maggio 2010    | Madrid Open, Madrid (2)                 | Terra rossa     | Roger Federer         | 6–4, 7–6(5)                      |
| 40. | 6 giugno 2010     | Open di Francia, Parigi (5)             | Terra rossa     | Robin Söderling       | 6–4, 6–2, 6–4                    |
| 41. | 4 luglio 2010     | Torneo di Wimbledon, Londra (2)         | Erba            | Tomáš Berdych         | 6–3, 7–5, 6–4                    |
| 42. | 13 settembre 2010 | US Open, New York                       | Cemento         | Novak Đoković         | 6–4, 5–7, 6–4, 6–2               |
| 43. | 10 ottobre 2010   | Japan Open Tennis Championships, Tokyo  | Cemento         | Gaël Monfils          | 6–1, 7–5                         |
| 44. | 17 aprile 2011    | Monte Carlo Masters, Monte Carlo (7)    | Terra rossa     | David Ferrer          | 6–4, 7–5                         |
| 45. | 24 aprile 2011    | Barcelona Open, Barcellona (6)          | Terra rossa     | David Ferrer          | 6–2, 6–4                         |
| 46. | 5 giugno 2011     | Open di Francia, Parigi (6)             | Terra rossa     | Roger Federer         | 7–5, 7–6(3), 5–7, 6–1            |
| 47. | 22 aprile 2012    | Monte Carlo Masters, Monte Carlo (8)    | Terra rossa     | Novak Đoković         | 6–3, 6–1                         |
| 48. | 29 aprile 2012    | Barcelona Open, Barcellona (7)          | Terra rossa     | David Ferrer          | 7–6(1), 7–5                      |
| 49. | 21 maggio 2012    | Internazionali d'Italia, Roma (6)       | Terra rossa     | Novak Đoković         | 7–5, 6–3                         |
| 50. | 11 giugno 2012    | Open di Francia, Parigi (7)             | Terra rossa     | Novak Đoković         | 6–4, 6–3, 2–6, 7–5               |
| 51. | 17 febbraio 2013  | Brasil Open, San Paolo (2)              | Terra rossa (i) | David Nalbandian      | 6–2, 6–3                         |
| 52. | 2 marzo 2013      | Abierto Mexicano de Tenis, Acapulco (2) | Terra rossa     | David Ferrer          | 6–0, 6–2                         |
| 53. | 17 marzo 2013     | Indian Wells Open, Indian Wells (3)     | Cemento         | Juan Martín del Potro | 4–6, 6–3, 6–4                    |
| 54. | 28 aprile 2013    | Barcelona Open, Barcellona (8)          | Terra rossa     | Nicolás Almagro       | 6–4, 6–3                         |
| 55. | 12 maggio 2013    | Madrid Open, Madrid (3)                 | Terra rossa     | Stan Wawrinka         | 6–2, 6–4                         |
| 56. | 19 maggio 2013    | Internazionali d'Italia, Roma (7)       | Terra rossa     | Roger Federer         | 6–1, 6–3                         |
| 57. | 9 giugno 2013     | Open di Francia, Parigi (8)             | Terra rossa     | David Ferrer          | 6–3, 6–2, 6–3                    |
| 58. | 11 agosto 2013    | Canadian Open, Montréal (3)             | Cemento         | Milos Raonic          | 6–2, 6–2                         |
| 59. | 18 agosto 2013    | Cincinnati Open, Cincinnati             | Cemento         | John Isner            | 7–6(8), 7–6(3)                   |
| 60. | 9 settembre 2013  | US Open, New York (2)                   | Cemento         | Novak Đoković         | 6–2, 3–6, 6–4, 6–1               |
| 61. | 4 gennaio 2014    | Qatar Open ATP, Doha                    | Cemento         | Gaël Monfils          | 6–1, 6(5)–7, 6–2                 |
| 62. | 23 febbraio 2014  | Rio Open, Rio de Janeiro                | Terra rossa     | Aleksandr Dolhopolov  | 6–3, 7–6(3)                      |
| 63. | 12 maggio 2014    | Madrid Open, Madrid (4)                 | Terra rossa     | Kei Nishikori         | 2–6, 6–4, 3–0 rit.               |
| 64. | 8 giugno 2014     | Open di Francia, Parigi (9)             | Terra rossa     | Novak Đoković         | 3–6, 7–5, 6–2, 6–4               |
| 65. | 1º marzo 2015     | Argentina Open, Buenos Aires            | Terra rossa     | Juan Mónaco           | 6–4, 6–1                         |
| 66. | 14 giugno 2015    | Stuttgart Open, Stoccarda (3)           | Erba            | Viktor Troicki        | 7–6(3), 6–3                      |
| 67. | 2 agosto 2015     | Hamburg European Open, Amburgo (2)      | Terra rossa     | Fabio Fognini         | 7–5, 7–5                         |
| 68. | 17 aprile 2016    | Monte Carlo Masters, Monte Carlo (9)    | Terra rossa     | Gaël Monfils          | 7–5, 5–7, 6–0                    |
| 69. | 24 aprile 2016    | Barcelona Open, Barcellona (9)          | Terra rossa     | Kei Nishikori         | 6–4, 7–5                         |
| 70. | 24 aprile 2017    | Monte Carlo Masters, Monte Carlo (10)   | Terra rossa     | Albert Ramos Viñolas  | 6–1, 6–3                         |
| 71. | 30 aprile 2017    | Barcelona Open, Barcellona (10)         | Terra rossa     | Dominic Thiem         | 6–4, 6–1                         |
| 72. | 14 maggio 2017    | Madrid Open, Madrid (5)                 | Terra rossa     | Dominic Thiem         | 7–6(8), 6–4                      |
| 73. | 11 giugno 2017    | Open di Francia, Parigi (10)            | Terra rossa     | Stan Wawrinka         | 6–2, 6–3, 6–1                    |
| 74. | 10 settembre 2017 | US Open, New York (3)                   | Cemento         | Kevin Anderson        | 6–3, 6–3, 6–4                    |
| 75. | 8 ottobre 2017    | China Open, Pechino (2)                 | Cemento         | Nick Kyrgios          | 6–2, 6–1                         |
| 76. | 22 aprile 2018    | Monte Carlo Masters, Monte Carlo (11)   | Terra rossa     | Kei Nishikori         | 6–3, 6–2                         |
| 77. | 29 aprile 2018    | Barcelona Open, Barcellona (11)         | Terra rossa     | Stefanos Tsitsipas    | 6–2, 6–1                         |
| 78. | 20 maggio 2018    | Internazionali d'Italia, Roma (8)       | Terra rossa     | Alexander Zverev      | 6–1, 1–6, 6–3                    |
| 79. | 10 giugno 2018    | Open di Francia, Parigi (11)            | Terra rossa     | Dominic Thiem         | 6–4, 6–3, 6–2                    |
| 80. | 12 agosto 2018    | Canadian Open, Toronto (4)              | Cemento         | Stefanos Tsitsipas    | 6–2, 7–6(4)                      |
| 81. | 19 maggio 2019    | Internazionali d'Italia, Roma (9)       | Terra rossa     | Novak Đoković         | 6–0, 4–6, 6–1                    |
| 82. | 9 giugno 2019     | Open di Francia, Parigi (12)            | Terra rossa     | Dominic Thiem         | 6–3, 5–7, 6–1, 6–1               |
| 83. | 11 agosto 2019    | Canadian Open, Montréal (5)             | Cemento         | Daniil Medvedev       | 6–3, 6–0                         |
| 84. | 8 settembre 2019  | US Open, New York (4)                   | Cemento         | Daniil Medvedev       | 7–5, 6–3, 5–7, 4–6, 6–4          |
| 85. | 29 febbraio 2020  | Abierto Mexicano de Tenis, Acapulco (3) | Cemento         | Taylor Fritz          | 6–3, 6–2                         |
| 86. | 11 ottobre 2020   | Open di Francia, Parigi (13)            | Terra rossa     | Novak Đoković         | 6–0, 6–2, 7–5                    |
| 87. | 25 aprile 2021    | Barcelona Open, Barcellona (12)         | Terra rossa     | Stefanos Tsitsipas    | 6–4, 6(6)–7, 7–5                 |
| 88. | 16 maggio 2021    | Internazionali d'Italia, Roma (10)      | Terra rossa     | Novak Đoković         | 7–5, 1–6, 6–3                    |
| 89. | 9 gennaio 2022    | Melbourne Summer Set, Melbourne         | Cemento         | Maxime Cressy         | 7–6(6), 6–3                      |
| 90. | 30 gennaio 2022   | Australian Open, Melbourne (2)          | Cemento         | Daniil Medvedev       | 2–6, 6(5)–7, 6–4, 6–4, 7–5       |
| 91. | 26 febbraio 2022  | Abierto Mexicano de Tenis, Acapulco (4) | Cemento         | Cameron Norrie        | 6–4, 6–4                         |
| 92. | 5 giugno 2022     | Open di Francia, Parigi (14)            | Terra rossa     | Casper Ruud           | 6–3, 6–3, 6–0                    |

#### Finali perse (39)
| Legenda singolare                                |
| Grande Slam (8)                                  |
| ATP Finals (2)                                   |
| Masters Series (4) / ATP Masters 1000 (13)       |
| International Series Gold (0) / ATP Tour 500 (6) |
| International Series (2) / ATP Tour 250 (4)      |

| Legenda superfici |
| Cemento (27)      |
| Terra rossa (9)   |
| Erba (3)          |

| N.  | Data              | Torneo                                 | Superficie  | Avversari in finale | Punteggio                     |
| 1.  | 19 gennaio 2004   | Auckland Open, Auckland                | Cemento     | Dominik Hrbatý      | 6–4, 2–6, 5–7                 |
| 2.  | 3 aprile 2005     | Miami Open, Miami                      | Cemento     | Roger Federer       | 6–2, 7–6(4), 6(5)–7, 3–6, 1–6 |
| 3.  | 9 luglio 2006     | Torneo di Wimbledon, Londra            | Erba        | Roger Federer       | 0–6, 6(5)–7, 7–6(2), 3–6      |
| 4.  | 4 maggio 2007     | Hamburg European Open, Amburgo         | Terra rossa | Roger Federer       | 6–2, 2–6, 0–6                 |
| 5.  | 8 luglio 2007     | Torneo di Wimbledon, Londra (2)        | Erba        | Roger Federer       | 6(7)–7, 6–4, 6(3)–7, 6–2, 2–6 |
| 6.  | 4 novembre 2007   | Paris Masters, Parigi                  | Cemento (i) | David Nalbandian    | 4–6, 0–6                      |
| 7.  | 6 gennaio 2008    | Chennai Open, Chennai                  | Cemento     | Michail Južnyj      | 0–6, 1–6                      |
| 8.  | 6 aprile 2008     | Miami Open, Miami (2)                  | Cemento     | Nikolaj Davydenko   | 4–6, 2–6                      |
| 9.  | 15 febbraio 2009  | Rotterdam Open, Rotterdam              | Cemento (i) | Andy Murray         | 3–6, 6–4, 0–6                 |
| 10. | 17 maggio 2009    | Madrid Open, Madrid                    | Terra rossa | Roger Federer       | 4–6, 4–6                      |
| 11. | 18 ottobre 2009   | Shanghai Masters, Shanghai             | Cemento     | Nikolaj Davydenko   | 6(3)–7, 3–6                   |
| 12. | 9 gennaio 2010    | Qatar Open, Doha                       | Cemento     | Nikolaj Davydenko   | 6–0, 6(8)–7, 4–6              |
| 13. | 28 novembre 2010  | ATP World Tour Finals, Londra          | Cemento (i) | Roger Federer       | 3–6, 6–3, 1–6                 |
| 14. | 20 marzo 2011     | Indian Wells Open, Indian Wells        | Cemento     | Novak Đoković       | 6–4, 3–6, 2–6                 |
| 15. | 3 aprile 2011     | Miami Open, Miami (3)                  | Cemento     | Novak Đoković       | 6–4, 3–6, 6(4)–7              |
| 16. | 8 maggio 2011     | Madrid Open, Madrid (2)                | Terra rossa | Novak Đoković       | 5–7, 4–6                      |
| 17. | 15 maggio 2011    | Internazionali d'Italia, Roma          | Terra rossa | Novak Đoković       | 4–6, 4–6                      |
| 18. | 3 luglio 2011     | Torneo di Wimbledon, Londra (3)        | Erba        | Novak Đoković       | 4–6, 1–6, 6–1, 3–6            |
| 19. | 12 settembre 2011 | US Open, New York                      | Cemento     | Novak Đoković       | 2–6, 4–6, 7–6(3), 1–6         |
| 20. | 9 ottobre 2011    | Japan Open Tennis Championships, Tokyo | Cemento     | Andy Murray         | 6–3, 2–6, 0–6                 |
| 21. | 29 gennaio 2012   | Australian Open, Melbourne             | Cemento     | Novak Đoković       | 7–5, 4–6, 2–6, 7–6(5), 5–7    |
| 22. | 10 febbraio 2013  | Chile Open, Viña del Mar               | Terra rossa | Horacio Zeballos    | 7–6(2), 6(6)–7, 4–6           |
| 23. | 21 aprile 2013    | Monte Carlo Masters, Monte Carlo       | Terra rossa | Novak Đoković       | 2–6, 6(1)–7                   |
| 24. | 6 ottobre 2013    | China Open, Pechino                    | Cemento     | Novak Đoković       | 3–6, 4–6                      |
| 25. | 11 novembre 2013  | ATP World Tour Finals, Londra (2)      | Cemento (i) | Novak Đoković       | 3–6, 4–6                      |
| 26. | 26 gennaio 2014   | Australian Open, Melbourne (2)         | Cemento     | Stan Wawrinka       | 3–6, 2–6, 6–3, 3–6            |
| 27. | 30 marzo 2014     | Miami Open, Miami (4)                  | Cemento     | Novak Đoković       | 3–6, 3–6                      |
| 28. | 18 maggio 2014    | Internazionali d'Italia, Roma (2)      | Terra rossa | Novak Đoković       | 6–4, 3–6, 3–6                 |
| 29. | 10 maggio 2015    | Madrid Open, Madrid (3)                | Terra rossa | Andy Murray         | 3–6, 2–6                      |
| 30. | 11 ottobre 2015   | China Open, Pechino (2)                | Cemento     | Novak Đoković       | 2–6, 2–6                      |
| 31. | 1º novembre 2015  | Swiss Indoors, Basilea                 | Cemento (i) | Roger Federer       | 3–6, 7–5, 3–6                 |
| 32. | 9 gennaio 2016    | Qatar Open, Doha (2)                   | Cemento     | Novak Đoković       | 1–6, 2–6                      |
| 33. | 29 gennaio 2017   | Australian Open, Melbourne (3)         | Cemento     | Roger Federer       | 4–6, 6–3, 1–6, 6–3, 3–6       |
| 34. | 4 marzo 2017      | Abierto Mexicano de Tenis, Acapulco    | Cemento     | Sam Querrey         | 3–6, 6(3)–7                   |
| 35. | 2 aprile 2017     | Miami Open, Miami (5)                  | Cemento     | Roger Federer       | 3–6, 4–6                      |
| 36. | 15 ottobre 2017   | Shanghai Masters, Shanghai (2)         | Cemento     | Roger Federer       | 4–6, 3–6                      |
| 37. | 27 gennaio 2019   | Australian Open, Melbourne (4)         | Cemento     | Novak Đoković       | 3–6, 2–6, 3–6                 |
| 38. | 20 marzo 2022     | Indian Wells Open, Indian Wells (2)    | Cemento     | Taylor Fritz        | 3–6, 6(5)–7                   |
| 39. | 21 luglio 2024    | Swedish Open, Båstad                   | Terra rossa | Nuno Borges         | 3–6, 2–6                      |

### Coppa Davis
Nadal ha giocato con la nazionale spagnola nel 2004, 2005, 2006, 2008, 2009, 2011, 2013, 2015, 2016, 2018 e 2019 conquistando il trofeo nel 2004, 2008, 2009, 2011 e 2019, lottando per la permanenza nel World Group nel 2005, 2006, 2013 e 2016. Dovette saltare la finale del 2008 a causa di un infortunio al ginocchio sinistro, ma gli fu donata una replica della coppa assegnata ai componenti della squadra spagnola – David Ferrer, Marcel Granollers, Feliciano López e Fernando Verdasco – che giocarono in Argentina.

#### Le annate vincenti
| Edizione         | Compagni di squadra                                                              | Turno/Avversario |
| ---------------- | -------------------------------------------------------------------------------- | --- |
| Coppa Davis 2004 | Carlos Moyá Tommy Robredo Juan Carlos Ferrero Feliciano López Alberto Martín     | 1T: Cechia–Spagna 2–3 QF: Spagna–Paesi Bassi 4–1 SF: Spagna–Francia 4–1 FN: Spagna–USA 3–2                             |
| Coppa Davis 2008 | David Ferrer Feliciano López Fernando Verdasco Tommy Robredo Nicolás Almagro     | 1T: Perù–Spagna 0–5 QF: Germania–Spagna 1–4 SF: Spagna–USA 4–1 FN: Argentina–Spagna 1–3                                |
| Coppa Davis 2009 | Fernando Verdasco David Ferrer Feliciano López Tommy Robredo Juan Carlos Ferrero | 1T: Spagna–Serbia 4–1 QF: Spagna–Germania 3–2 SF: Spagna–Israele 4–1 FN: Spagna–Cechia 5–0                             |
| Coppa Davis 2011 | David Ferrer Feliciano López Fernando Verdasco Marcel Granollers                 | 1T: Belgio–Spagna 1–4 QF: USA–Spagna 1–3 SF: Spagna–Francia 4–1 FN: Spagna–Argentina 3–1                               |
| Coppa Davis 2019 | Roberto Bautista Agut Pablo Carreño Busta Feliciano López Marcel Granollers      | RR: Spagna–Russia 2–1 e Spagna–Croazia 3–0 QF: Spagna–Argentina 2–1 SF: Spagna–Gran Bretagna 2–1 FN: Spagna–Canada 2–0 |

#### Tutti gli incontri (36–6)
| Risultato | No.                                                                                                   | Tipo di incontro (eventuale compagno)                                                                 | Nazione avversaria                                                                                    | Giocatore/i avversario/i                                                                              | Punteggio                                                                                             |
| 3–2; 6–8 Febbraio 2004; Brno Exhibition Center, Brno, Cechia; Primo Turno World Group; Tappeto indoor                   | 3–2; 6–8 Febbraio 2004; Brno Exhibition Center, Brno, Cechia; Primo Turno World Group; Tappeto indoor | 3–2; 6–8 Febbraio 2004; Brno Exhibition Center, Brno, Cechia; Primo Turno World Group; Tappeto indoor | 3–2; 6–8 Febbraio 2004; Brno Exhibition Center, Brno, Cechia; Primo Turno World Group; Tappeto indoor | 3–2; 6–8 Febbraio 2004; Brno Exhibition Center, Brno, Cechia; Primo Turno World Group; Tappeto indoor | 3–2; 6–8 Febbraio 2004; Brno Exhibition Center, Brno, Cechia; Primo Turno World Group; Tappeto indoor |
| --- | --- | --- | --- | --- | --- |
| Sconfitta | 1 | Singolare                                                                                             | Repubblica Ceca                                                                                       | Jiří Novák                                                                                            | 6(2)–7, 3–6, 6(3)–7                                                                                   |
| Sconfitta | 2 | Doppio (con Tommy Robredo)                                                                            | Repubblica Ceca                                                                                       | Jiří Novák / Radek Štěpánek                                                                           | 4–6, 6–7(6), 3–6                                                                                      |
| Vittoria | 3 | Singolare (final)                                                                                     | Repubblica Ceca                                                                                       | Radek Štěpánek                                                                                        | 7–6(2), 7–6(4), 6–3                                                                                   |
| 4–1; 9–11 Aprile 2004; Plaza de Toros Coliseo, Palma de Mallorca, Spagna; Quarti di Finale World Group; Terra rossa     | | | | | |
| Sconfitta | 4 | Doppio (con Tommy Robredo)                                                                            | Paesi Bassi                                                                                           | John van Lottum / Martin Verkerk                                                                      | 6–3, 6–2, 3–6, 2–6, 2–6                                                                               |
| 3–2; 24–26 Settembre 2004; Plaza de Toros de Alicante, Alicante, Spagna; Semifinale World Group; Terra rossa            | | | | | |
| Vittoria | 5 | Doppio (con Tommy Robredo)                                                                            | Francia                                                                                               | Arnaud Clément / Michaël Llodra                                                                       | 7–6(4), 4–6, 6–2, 2–6, 6–3                                                                            |
| Vittoria | 6 | Singolare                                                                                             | Francia                                                                                               | Arnaud Clément                                                                                        | 6–4, 6–1, 6–2                                                                                         |
| 3–2; 3–5 Dicembre 2004; Estadio Olímpico, Siviglia, Spagna; Finale World Group; Terra rossa                             | | | | | |
| Vittoria | 7 | Singolare                                                                                             | Stati Uniti                                                                                           | Andy Roddick                                                                                          | 6(6)–7, 6–2, 7–6(6), 6–2                                                                              |
| 1–4; 4–6 Marzo 2005; National Tennis Centre, Bratislava, Slovacchia; 1 Turno World Group; Cemento                       | | | | | |
| Sconfitta | 8 | Doppio (con Albert Costa)                                                                             | Slovacchia                                                                                            | Karol Beck / Michal Mertiňák                                                                          | 7–6(3), 4–6, 6(8)–7                                                                                   |
| 3–2; 23–25 Settembre 2005; Sporting Club Oplonti, Torre del Greco, Italia; Play–off World Group; Terra rossa            | | | | | |
| Vittoria | 9 | Singolare                                                                                             | Italia                                                                                                | Daniele Bracciali                                                                                     | 6–3, 6–2, 6–1                                                                                         |
| Sconfitta | 10 | Doppio (con Feliciano López)                                                                          | Italia                                                                                                | Daniele Bracciali / Giorgio Galimberti                                                                | 6–4, 4–6, 2–6, 6–4, 7–9                                                                               |
| Vittoria | 11 | Singolare                                                                                             | Italia                                                                                                | Andreas Seppi                                                                                         | 6–1, 6–2, 5–7, 6–4                                                                                    |
| 4–1; 22–24 Settembre 2006; Real Sociedad de Tenis de La Magdalena, Santander, Spagna; Play–off World Group; Terra rossa | | | | | |
| Vittoria | 12 | Singolare                                                                                             | Italia                                                                                                | Andreas Seppi                                                                                         | 6–0, 6–4, 6–3                                                                                         |
| Vittoria | 13 | Doppio (con Fernando Verdasco)                                                                        | Italia                                                                                                | Daniele Bracciali / Giorgio Galimberti                                                                | 6–2, 3–6, 6–3, 7–6(4)                                                                                 |
| Vittoria | 14 | Singolare                                                                                             | Italia                                                                                                | Filippo Volandri                                                                                      | 3–6, 7–5, 6–3, 6–3                                                                                    |
| 4–1; 11–13 Aprile 2008; AWD Dome, Brema, Germania, Quarti di Finale World Group; Cemento                                | | | | | |
| Vittoria | 15 | Singolare                                                                                             | Germania                                                                                              | Nicolas Kiefer                                                                                        | 7–6(5), 6–0, 6–3                                                                                      |
| 4–1; 19–21 Settembre 2008; Plaza de Toros de Las Ventas, Madrid, Spagna; Semifinale World Group; Terra rossa            | | | | | |
| Vittoria | 16 | Singolare                                                                                             | Stati Uniti                                                                                           | Sam Querrey                                                                                           | 6(5)–7, 6–4, 6–3, 6–4                                                                                 |
| Vittoria | 17 | Singolare                                                                                             | Stati Uniti                                                                                           | Andy Roddick                                                                                          | 6–4, 6–0, 6–4                                                                                         |
| 4–1; 6–8 Marzo 2009; Parque Temático Terra Mítica, Benidorm, Spagna; Primo Turno World Group; Terra rossa               | | | | | |
| Vittoria | 18 | Singolare                                                                                             | Serbia                                                                                                | Janko Tipsarević                                                                                      | 6–1, 6–0, 6–2                                                                                         |
| Vittoria | 19 | Singolare                                                                                             | Serbia                                                                                                | Novak Đoković                                                                                         | 6–4, 6–4, 6–1                                                                                         |
| 5–0; 4–6 Dicembre 2009; Palau Sant Jordi, Barcellona, Spagna; Finale World Group; Terra rossa                           | | | | | |
| Vittoria | 20 | Singolare                                                                                             | Repubblica Ceca                                                                                       | Tomáš Berdych                                                                                         | 7–5, 6–0, 6–2                                                                                         |
| Vittoria | 21 | Singolare                                                                                             | Repubblica Ceca                                                                                       | Jan Hájek                                                                                             | 6–3, 6–4                                                                                              |
| 4–1; 4–6 Marzo 2011; Spiroudome, Charleroi, Belgio; 1 Turno World Group; Cemento                                        | | | | | |
| Vittoria | 22 | Singolare                                                                                             | Belgio                                                                                                | Ruben Bemelmans                                                                                       | 6–2, 6–4, 6–2                                                                                         |
| Vittoria | 23 | Singolare                                                                                             | Belgio                                                                                                | Olivier Rochus                                                                                        | 6–4, 6–2                                                                                              |
| 4–1; 16–18 Settembre 2011; Plaza de Toros de los Califas, Cordoba, Spagna; Semifinale World Group; Terra rossa          | | | | | |
| Vittoria | 24 | Singolare                                                                                             | Francia                                                                                               | Richard Gasquet                                                                                       | 6–3, 6–0, 6–1                                                                                         |
| Vittoria | 25 | Singolare                                                                                             | Francia                                                                                               | Jo–Wilfried Tsonga                                                                                    | 6–0, 6–2, 6–4                                                                                         |
| 3–1; 2–4 Dicembre 2011; Estadio Olímpico, Siviglia, Spagna; Finale World Group; Terra rossa                             | | | | | |
| Vittoria | 26 | Singolare                                                                                             | Argentina                                                                                             | Juan Mónaco                                                                                           | 6–1, 6–1, 6–2                                                                                         |
| Vittoria | 27 | Singolare                                                                                             | Argentina                                                                                             | Juan Martín del Potro                                                                                 | 1–6, 6–4, 6–1, 7–6(0)                                                                                 |
| 5–0; 13–15 Settembre 2013; Caja Mágica, Madrid, Spagna; Play–off World Group; Terra rossa                               | | | | | |
| Vittoria | 28 | Singolare                                                                                             | Ucraina                                                                                               | Sergiy Stakhovsky                                                                                     | 6–0, 6–0, 6–4                                                                                         |
| Vittoria | 29 | Doppio (con Marc López)                                                                               | Ucraina                                                                                               | Denys Molčanov / Sergiy Stakhovsky                                                                    | 6–2, 6(6)–7, 6–3, 6–4                                                                                 |
| 5–0; 18–20 Settembre 2015; Odense Idrætshal, Odense, Danimarca; Gruppo I Europa/Africa 1 Turno Play–off; Cemento        | | | | | |
| Vittoria | 30 | Singolare                                                                                             | Danimarca                                                                                             | Mikael Torpegaard                                                                                     | 6–4, 6–3, 6–2                                                                                         |
| Vittoria | 31 | Doppio (con Fernando Verdasco)                                                                        | Danimarca                                                                                             | Thomas Kromann / Frederik Nielsen                                                                     | 6–4, 3–6, 7–6(4), 6–4                                                                                 |
| 5–0; 16–18 Settembre 2016; R.K. Khanna Tennis Complex, Nuova Delhi, India; Play–off World Group; Cemento                | | | | | |
| Vittoria | 32 | Doppio (con Marc López)                                                                               | India                                                                                                 | Saketh Myneni / Leander Paes                                                                          | 4–6, 7–6(2), 6–4, 6–4                                                                                 |
| 3–2; 6–8 Aprile 2018; Plaza de Toros de Valencia, Valencia, Spagna; Quarti di Finale World Group; Terra rossa           | | | | | |
| Vittoria | 33 | Singolare                                                                                             | Germania                                                                                              | Philipp Kohlschreiber                                                                                 | 6–2, 6–2, 6–3                                                                                         |
| Vittoria | 34 | Singolare                                                                                             | Germania                                                                                              | Alexander Zverev                                                                                      | 6–1, 6–4, 6–4                                                                                         |
| 2–1; 19 Novembre 2019; Caja Mágica, Madrid, Spagna; Round Robin World Group; Cemento (i)                                | | | | | |
| Vittoria | 35 | Singolare                                                                                             | Russia                                                                                                | Karen Khachanov                                                                                       | 6–3, 7–6(7)                                                                                           |
| 3–0; 20 Novembre 2019; Caja Mágica, Madrid, Spagna; Round Robin World Group; Cemento (i)                                | | | | | |
| Vittoria | 36 | Singolare                                                                                             | Croazia                                                                                               | Borna Gojo                                                                                            | 6–4, 6–3                                                                                              |
| Vittoria | 37 | Doppio (Marcel Granollers)                                                                            | Croazia                                                                                               | Ivan Dodig / Mate Pavić                                                                               | 6–3, 6–4                                                                                              |
| 2–1; 22 Novembre 2019; Caja Mágica, Madrid, Spagna; Quarti di finale World Group; Cemento (i)                           | | | | | |
| Vittoria | 38 | Singolare                                                                                             | Argentina                                                                                             | Diego Schwartzman                                                                                     | 6–1, 6–2                                                                                              |
| Vittoria | 39 | Doppio (Marcel Granollers)                                                                            | Argentina                                                                                             | Máximo González / Leonardo Mayer                                                                      | 6–4, 4–6, 6–3                                                                                         |
| 2–1; 23 Novembre 2019; Caja Mágica, Madrid, Spagna; Semifinale World Group; Cemento (i)                                 | | | | | |
| Vittoria | 39 | Singolare                                                                                             | Gran Bretagna                                                                                         | Daniel Evans                                                                                          | 6–4, 6–0                                                                                              |
| Vittoria | 40 | Doppio (Feliciano López)                                                                              | Gran Bretagna                                                                                         | Jamie Murray / Neal Skupski                                                                           | 7–6(3), 7–6(8)                                                                                        |
| 2–0; 24 Novembre 2019; Caja Mágica, Madrid, Spagna; Finale World Group; Cemento (i)                                     | | | | | |
| Vittoria | 41 | Singolare                                                                                             | Canada                                                                                                | Denis Shapovalov                                                                                      | 6–3, 7–6(7)                                                                                           |
| 1–2; 19 Novembre 2024; Palacio de Deportes José María Martín Carpena, Malaga, Spagna; Quarti di finale; Cemento (i)     | | | | | |
| Sconfitta | 42 | Singolare                                                                                             | Paesi Bassi                                                                                           | Botic van de Zandschulp                                                                               | 4–6, 4–6                                                                                              |

### Doppio

#### Vittorie (11)
| Legenda doppio                                   |
| Grande Slam (0)                                  |
| Ori Olimpici (1)                                 |
| ATP Finals (0)                                   |
| Masters Series (1) / ATP Masters 1000 (2)        |
| International Series Gold (0) / ATP Tour 500 (1) |
| International Series (3) / ATP Tour 250 (3)      |

| N.  | Data            | Torneo                              | Superficie  | Compagno            | Avversari in finale             | Punteggio           |
| 1.  | 27 luglio 2003  | Croatia Open Umag, Umago            | Terra rossa | Álex López Morón    | Todd Perry Thomas Shimada       | 6–1, 6–3            |
| 2.  | 11 gennaio 2004 | Chennai Open, Chennai               | Cemento     | Tommy Robredo       | Jonathan Erlich Andy Ram        | 7–6(3), 4–6, 6–3    |
| 3.  | 9 gennaio 2005  | Qatar Open ATP, Doha                | Cemento     | Albert Costa        | Andrei Pavel Michail Južnyj     | 6–3, 4–6, 6–3       |
| 4.  | 27 aprile 2008  | Monte Carlo Masters, Monte Carlo    | Terra rossa | Tommy Robredo       | Mahesh Bhupathi Mark Knowles    | 6–3, 6–3            |
| 5.  | 9 gennaio 2009  | Qatar Open, Doha (2)                | Cemento     | Marc López          | Daniel Nestor Nenad Zimonjić    | 4–6, 6–4, [10–8]    |
| 6.  | 20 marzo 2010   | Indian Wells Open, Indian Wells     | Cemento     | Marc López          | Daniel Nestor Nenad Zimonjić    | 7–6(8), 6–3         |
| 7.  | 7 gennaio 2011  | Qatar Open, Doha (3)                | Cemento     | Marc López          | Daniele Bracciali Andreas Seppi | 6–3, 7–6(4)         |
| 8.  | 18 marzo 2012   | Indian Wells Open, Indian Wells (2) | Cemento     | Marc López          | John Isner Sam Querrey          | 6–2, 7–6(3)         |
| 9.  | 9 gennaio 2015  | Qatar Open, Doha (4)                | Cemento     | Juan Mónaco         | Julian Knowle Philipp Oswald    | 6–3, 6–4            |
| 10. | 12 agosto 2016  | Giochi Olimpici, Rio de Janeiro     | Cemento     | Marc López          | Florin Mergea Horia Tecău       | 6–2, 3–6, 6–4       |
| 11. | 9 ottobre 2016  | China Open, Pechino                 | Cemento     | Pablo Carreño Busta | Jack Sock Bernard Tomić         | 6(6)–7, 6–2, [10–8] |

#### Finali perse (4)
| Legenda doppio                                   |
| Grande Slam (0)                                  |
| ATP Finals (0)                                   |
| ATP Masters 1000 (0)                             |
| International Series Gold (2) / ATP Tour 500 (0) |
| International Series (1) / ATP Tour 250 (1)      |

| N. | Data             | Torneo                         | Superficie  | Compagno              | Avversari in finale          | Punteggio      |
| 1. | 24 aprile 2005   | Barcelona Open, Barcellona     | Terra rossa | Feliciano López       | Leander Paes Nenad Zimonjić  | 1–6, 3–6       |
| 2. | 8 gennaio 2007   | Chennai Open, Chennai          | Cemento     | Bartolomé Salvá-Vidal | Xavier Malisse Dick Norman   | 6(4)–7, 6(4)–7 |
| 3. | 30 aprile 2007   | Barcelona Open, Barcellona (2) | Terra rossa | Bartolomé Salvá-Vidal | Andrei Pavel Alexander Waske | 3–6, 6(1)–7    |
| 4. | 10 febbraio 2013 | Chile Open, Viña del Mar       | Terra rossa | Juan Mónaco           | Paolo Lorenzi Potito Starace | 2–6, 4–6       |

### Tornei minori

#### Singolare

##### Vittorie (8)
| Legenda tornei minori |
| Challenger (2)        |
| Futures (6)           |

| N. | Data              | Torneo                        | Superficie    | Avversari in finale    | Punteggio        |
| 1. | 8 luglio 2002     | Spain F5, Alicante            | Terra rossa   | Marc Fornell-Mestres   | 7–5, 3–6, 6–3    |
| 2. | 12 agosto 2002    | Spain F10, Vigo               | Terra rossa   | Antonio Pastorino      | 4–6, 7–6(4), 6–4 |
| 3. | 16 settembre 2002 | Spain F15, Barcellona         | Terra rossa   | Marc Fornell-Mestres   | 6–3, 6–4         |
| 4. | 23 settembre 2002 | Spain F16, Barcellona         | Terra rossa   | Guillermo García López | 6–3, 7–6(1)      |
| 5. | 18 novembre 2002  | Spain F19, Gran Canaria       | Terra rossa   | Marc Fornell-Mestres   | 6–2, 6–3         |
| 6. | 25 novembre 2002  | Spain F20, Gran Canaria       | Sintetico (i) | Florian Mayer          | 7–6(3), 6–4      |
| 7. | 24 marzo 2003     | Open Barletta, Barletta       | Terra rossa   | Albert Portas          | 6–2, 7–6(2)      |
| 8. | 28 luglio 2003    | Open Castilla y León, Segovia | Cemento       | Tomáš Zíb              | 6–2, 7–6(1)      |

##### Finali perse (4)
| Legenda tornei minori |
| Challenger (4)        |
| Futures (0)           |

| N. | Data             | Torneo                                      | Superficie    | Avversari in finale | Punteggio        |
| 1. | 27 gennaio 2003  | Hamburg Challenger, Amburgo                 | Sintetico (i) | Mario Ančić         | 2–6, 3–6         |
| 2. | 24 febbraio 2003 | Challenger Cherbourg-La Manche, Cherbourg   | Cemento       | Sergio Roitman      | 3–6, 7–5, 4–6    |
| 3. | 17 marzo 2003    | Cagliari Challenger, Cagliari               | Terra rossa   | Filippo Volandri    | 6–2, 2–6, 1–6    |
| 4. | 28 aprile 2003   | Aix-en-Provence Challenger, Aix-en-Provence | Terra rossa   | Mariano Puerta      | 6–3, 6(6)–7, 4–6 |

## Risultati in progressione
| V | F | SF | QF | #T | RR | Q# | A | Z# | PO | O | F-A | SF-B | ND |

(V) Torneo vinto; raggiunto (F) finale, (SF) semifinale, (QF) quarti di finale, (#T) turni 4, 3, 2, 1; (RR) round - robin; (Q#) Turno di qualificazione; (A) assente dal torneo; (Z#) Zona gruppo Coppa Davis/Fed Cup (con indicazione numero); (PO) play-off Coppa Davis o Fed Cup; vinto un (O) oro, (F-A) argento o (SF-B) bronzo ai Giochi Olimpici; (ND) torneo non disputato.
| Torneo                                     | 2002          | 2003          | 2004          | 2005          | 2006          | 2007          | 2008          | 2009           | 2010           | 2011           | 2012           | 2013           | 2014           | 2015           | 2016           | 2017           | 2018           | 2019           | 2020           | 2021           | 2022           | 2023           | 2024           | Titoli   | V-S              | V%  |
| Grande Slam                                |               |               |               |               |               |               |               |                |                |                |                |                |                |                |                |                |                |                |                |                |                |                |                |          |                  |     |
| Australian Open                            | A             | A             | 3T            | 4T            | A             | QF            | SF            | V              | QF             | QF             | F              | A              | F              | QF             | 1T             | F              | QF             | F              | QF             | QF             | V              | 2T             | A              | 2 / 18   | 77–16            | 83% |
| Roland Garros                              | A             | A             | A             | V             | V             | V             | V             | 4T             | V              | V              | V              | V              | V              | QF             | 3T             | V              | V              | V              | V              | SF             | V              | A              | 1T             | 14 / 19  | 112–4            | 97% |
| Wimbledon                                  | A             | 3T            | A             | 2T            | F             | F             | V             | A              | V              | F              | 2T             | 1T             | 4T             | 2T             | A              | 4T             | SF             | SF             | ND             | A              | SF             | A              | A              | 2 / 15   | 58–12            | 83% |
| US Open                                    | A             | 2T            | 2T            | 3T            | QF            | 4T            | SF            | SF             | V              | F              | A              | V              | A              | 3T             | 4T             | V              | SF             | V              | A              | A              | 4T             | A              | A              | 4 / 16   | 67–12            | 85% |
| Titoli                                     | -             | 0             | 0             | 1             | 1             | 1             | 2             | 1              | 3              | 1              | 1              | 2              | 1              | 0              | 0              | 2              | 1              | 2              | 1              | 0              | 2              | 0              | 0              | 22 / 68  | N/A              | N/A |
| Vittorie-Sconfitte                         | -             | 3–2           | 3–2           | 13–3          | 17–2          | 20–3          | 24–2          | 15–2           | 25–1           | 23–3           | 14–2           | 14–1           | 16–2           | 11–4           | 5–2            | 23–2           | 21–3           | 24–2           | 11–1           | 9–2            | 22–1           | 1–1            | 0–1            | N/A      | 314–44           | 88% |
| Tennis Masters Cup / ATP Finals            |               |               |               |               |               |               |               |                |                |                |                |                |                |                |                |                |                |                |                |                |                |                |                |          |                  |     |
| ATP Finals                                 | NQ            | NQ            | NQ            | A             | SF            | SF            | A             | RR             | F              | RR             | A              | F              | A              | SF             | A              | RR             | A              | RR             | SF             | NQ             | RR             | NQ             | NQ             | 0 / 11   | 21–18            | 54% |
| Vittorie-Sconfitte                         | -             | -             | -             | -             | 2–2           | 2–2           | -             | 0–3            | 4–1            | 1–2            | -              | 4–1            | -              | 3–1            | -              | 0–1            | -              | 2–1            | 2–2            | -              | 1–2            | -              | -              | N/A      | 21–18            | 54% |
| Nazionale e Laver Cup                      |               |               |               |               |               |               |               |                |                |                |                |                |                |                |                |                |                |                |                |                |                |                |                |          |                  |     |
| Giochi Olimpici                            | Non disputati | Non disputati | A             | Non disputati | Non disputati | Non disputati | V             | Non disputati  | Non disputati  | Non disputati  | A              | Non disputati  | Non disputati  | Non disputati  | 4°             | Non disputati  | Non disputati  | Non disputati  | Non disputati  | A              | Non disputati  | Non disputati  | 2T             | 1 / 3    | 11–3             | 79% |
| Coppa Davis                                | A             | A             | V             | 1T            | 1T            | A             | V             | V              | A              | V              | A              | 1T             | A              | Z1             | PO             | A              | SF             | V              | ND             | A              | A              | A              | QF             | 5 / 12   | 29–2             | 94% |
| Laver Cup                                  | Non disputata | Non disputata | Non disputata | Non disputata | Non disputata | Non disputata | Non disputata | Non disputata  | Non disputata  | Non disputata  | Non disputata  | Non disputata  | Non disputata  | Non disputata  | Non disputata  | V              | A              | V              | ND             | A              | F              | A              | A              | 2 / 3    | 2–1              | 67% |
| ATP Cup                                    | Non disputata | Non disputata | Non disputata | Non disputata | Non disputata | Non disputata | Non disputata | Non disputata  | Non disputata  | Non disputata  | Non disputata  | Non disputata  | Non disputata  | Non disputata  | Non disputata  | Non disputata  | Non disputata  | Non disputata  | F              | A              | A              | Non disputata  | Non disputata  | 0 / 1    | 4–2              | 67% |
| United Cup                                 | Non disputata | Non disputata | Non disputata | Non disputata | Non disputata | Non disputata | Non disputata | Non disputata  | Non disputata  | Non disputata  | Non disputata  | Non disputata  | Non disputata  | Non disputata  | Non disputata  | Non disputata  | Non disputata  | Non disputata  | Non disputata  | Non disputata  | Non disputata  | RR             | A              | 0 / 1    | 0–2              | 0%  |
| Titoli                                     | 0             | 0             | 1             | 0             | 0             | 0             | 2             | 1              | 0              | 1              | 0              | 0              | 0              | 0              | 0              | 1              | 0              | 2              | 0              | 0              | 0              | 0              | 0              | 8 / 19   | N/A              | N/A |
| Vittorie-Sconfitte                         | -             | -             | 3–1           | 2–0           | 2–0           | -             | 9–0           | 4–0            | -              | 6–0            | -              | 1–0            | -              | 1–0            | 4–2            | 1–1            | 2–0            | 6–0            | 4–2            | -              | 0–0            | 0–2            | 1–2            | N/A      | 46–10            | 82% |
| ATP Masters Series / ATP Tour Masters 1000 |               |               |               |               |               |               |               |                |                |                |                |                |                |                |                |                |                |                |                |                |                |                |                |          |                  |     |
| Indian Wells                               | A             | A             | 3T            | A             | SF            | V             | SF            | V              | SF             | F              | SF             | V              | 3T             | QF             | SF             | 4T             | A              | SF             | ND             | A              | F              | A              | A              | 3 / 15   | 59–11            | 84% |
| Miami                                      | A             | A             | 4T            | F             | 2T            | QF            | F             | QF             | SF             | F              | SF             | A              | F              | 3T             | 2T             | F              | A              | A              | ND             | A              | A              | A              | A              | 0 / 13   | 40–12            | 77% |
| Monte Carlo                                | A             | 3T            | A             | V             | V             | V             | V             | V              | V              | V              | V              | F              | QF             | SF             | V              | V              | V              | SF             | ND             | QF             | A              | A              | A              | 11 / 17  | 73–6             | 92% |
| Roma                                       | A             | A             | A             | V             | V             | V             | 2T            | V              | V              | F              | V              | V              | F              | QF             | QF             | QF             | V              | V              | QF             | V              | 3T             | A              | 2T             | 10 / 19  | 70–9             | 90% |
| Madrid                                     | A             | 3T            | A             | A             | A             | F             | V             | F              | V              | F              | 3T             | V              | V              | F              | SF             | V              | QF             | SF             | ND             | QF             | QF             | A              | 4T             | 5 / 17   | 57–12            | 83% |
| Montreal / Toronto                         | A             | A             | 1T            | V             | 3T            | SF            | V             | QF             | SF             | 2T             | A              | V              | A              | QF             | A              | 3T             | V              | V              | ND             | A              | A              | A              | A              | 5 / 13   | 38–8             | 83% |
| Cincinnati                                 | A             | A             | 1T            | 1T            | QF            | 2T            | SF            | SF             | QF             | QF             | A              | V              | A              | 3T             | 3T             | QF             | A              | A              | A              | A              | 2T             | A              | A              | 1 / 13   | 22–12            | 65% |
| Shanghai                                   | A             | 1T            | 2T            | V             | QF            | QF            | SF            | F              | 3T             | 3T             | A              | SF             | 2T             | SF             | 2T             | F              | A              | A              | Non disputato  | Non disputato  | Non disputato  | A              | A              | 1 / 14   | 29–13            | 69% |
| Parigi                                     | A             | LQ            | A             | A             | A             | F             | QF            | SF             | A              | A              | A              | SF             | A              | QF             | A              | QF             | A              | SF             | SF             | A              | 2T             | A              | A              | 0 / 9    | 22–7             | 76% |
| Titoli                                     | 0             | 0             | 0             | 4             | 2             | 3             | 3             | 3              | 3              | 1              | 2              | 5              | 1              | 0              | 1              | 2              | 3              | 2              | 0              | 1              | 0              | 0              | 0              | 36 / 128 | N/A              | N/A |
| Vittorie-Sconfitte                         | 0–0           | 4–3           | 5–5           | 28–2          | 23–5          | 31–6          | 32–6          | 34–6           | 29–5           | 25–7           | 19–2           | 35–3           | 16–5           | 21–9           | 15–6           | 28–6           | 17–1           | 22–2           | 5–2            | 9–2            | 8–5            | 0–0            | 4-2            | N/A      | 410–90           | 82% |
| Statistiche carriera                       |               |               |               |               |               |               |               |                |                |                |                |                |                |                |                |                |                |                |                |                |                |                |                |          |                  |     |
| Tornei ATP disputati                       | 1             | 11            | 18            | 21            | 16            | 21            | 18            | 17             | 17             | 17             | 11             | 17             | 13             | 23             | 16             | 18             | 9              | 13             | 7              | 7              | 12             | 2              | 7              | 306      | N/A              |     |
| Finali ATP disputate                       | 0             | 0             | 2             | 12            | 6             | 9             | 10            | 8              | 9              | 10             | 5              | 14             | 7              | 6              | 3              | 10             | 5              | 5              | 3              | 2              | 5              | 0              | 1              | 131      | N/A              |     |
| Tornei ATP vinti                           | 0             | 0             | 1             | 11            | 5             | 6             | 8             | 5              | 7              | 3              | 4              | 10             | 4              | 3              | 2              | 6              | 5              | 4              | 2              | 2              | 4              | 0              | 0              | 92       | N/A              |     |
| Cemento V–S                                | 0–0           | 1–4           | 16–14         | 28–6          | 25–10         | 31–12         | 46–10         | 42–12          | 40–9           | 33–11          | 17–3           | 38–5           | 20–6           | 30–12          | 18–10          | 40–9           | 14–2           | 27–3           | 18–6           | 5–2            | 24–6           | 1–3            | 2-2            | 25       | 518–151 (77,43%) |     |
| Terra rossa V–S                            | 1–1           | 11–6          | 14–3          | 50–2          | 26–0          | 31–1          | 24–1          | 24–2           | 22–0           | 28–2           | 23–1           | 39–2           | 25–3           | 26–6           | 21–4           | 24–1           | 26–1           | 21–3           | 9–1            | 19–3           | 10-2           | 0–0            | 10-6           | 63       | 484–51 (90,62%)  |     |
| Erba V–S                                   | 0–0           | 2–1           | 0–0           | 1–2           | 8–2           | 8–2           | 12-0          | 0-0            | 9–1            | 8–2            | 2–2            | 0–1            | 3–2            | 5–2            | 0–0            | 3–1            | 5-1            | 5–1            | 0–0            | 0–0            | 5–0            | 0–0            | 0-0            | 4        | 76–20 (79,17%)   |     |
| Sintetico V–S                              | 0–0           | 0–2           | 2–4           | 0–0           | 0–0           | 0–0           | 0–0           | Non più in uso | Non più in uso | Non più in uso | Non più in uso | Non più in uso | Non più in uso | Non più in uso | Non più in uso | Non più in uso | Non più in uso | Non più in uso | Non più in uso | Non più in uso | Non più in uso | Non più in uso | Non più in uso | 0        | 2–6 (25,00%)     |     |
| Vittorie-Sconfitte                         | 1–1           | 14–13         | 32–21         | 79–10         | 59–12         | 70–15         | 82–11         | 66–14          | 71–10          | 69–15          | 42–6           | 75–7           | 48–11          | 61–20          | 39–14          | 67–11          | 45–4           | 58–7           | 27–7           | 24–5           | 39–8           | 1–3            | 12-8           | N/A      | 1080–228         |     |
| Vittorie (%)                               | 50%           | 52%           | 60%           | 89%           | 83%           | 82%           | 88%           | 82%            | 88%            | 82%            | 87%            | 91%            | 81%            | 75%            | 74%            | 86%            | 92%            | 89%            | 79%            | 83%            | 83%            | 25%            | 60%            | N/A      | 82,57%           |     |
| Ranking                                    | 200           | 49            | 51            | 2             | 2             | 2             | 1             | 2              | 1              | 2              | 4              | 1              | 3              | 5              | 9              | 1              | 2              | 1              | 2              | 6              | 2              | 670            | 154            | N/A      | N/A              |     |

* Disputato a Maiorca.

## Record

### Classifica ATP
- È l'unico tennista della storia ad aver raggiunto la posizione nº1 del ranking ATP nel corso di tre decenni diversi (2000-2009, 2010-2019, 2020-2029), record che gli è valso l'appellativo di "Re Sole del tennis".[12]
- È l'unico tennista della storia ad aver terminato la stagione al primo posto in cinque anni non consecutivi, con una distanza di 11 anni intercorsi tra la prima (2008) e l’ultima ascesa (2019) al primo posto del ranking mondiale a pari merito con Novak Djokovic 2011 (prima volta) - 2022 (ultima volta tornato nº 1).
- Detiene il record assoluto di settimane consecutive trascorse in top 10 (912 settimane consecutive, dal 25 aprile 2005 al 19 marzo 2023).[13]

### Tornei dello Slam
- Detiene la percentuale di vittorie più alta nell'era open (87,9%), con 315 incontri vinti su 359.
- Nell'era Open, è l'unico tennista ad aver vinto almeno un torneo all'anno per 10 anni consecutivi (dal 2005 al 2014).[14]
- Ha vinto per 14 volte il singolare maschile del Roland Garros.[14]
- È l'unico tennista di entrambi i sessi ad aver vinto per 14 volte lo stesso titolo dello Slam (Roland Garros).
- È il tennista che ha vinto più incontri (112) in un singolo torneo (Roland Garros).[14]
- Ha vinto per cinque volte consecutive il Roland Garros (dal 2010 al 2014).[15]
- Ha vinto per quattro volte (2010, 2013, 2017 e 2019) il Roland Garros e gli US Open nella stessa stagione su due superfici diverse.
- Ha fatto almeno una volta in carriera nello stesso anno le accoppiate Roland Garros - AO (2022), Roland Garros - Wimbledon (2008, 2010) e Roland Garros - US Open (2010, 2013, 2017, 2019).
- Al Roland Garros è imbattuto nelle 14 finali disputate.
- Al Roland Garros vanta un bilancio di 112 vittorie e 4 sconfitte, con una percentuale di successi pari al 96,55. Si tratta della percentuale di vittorie più alta nella storia dei quattro Major.[14]
- Ha vinto quattro volte il Roland Garros senza perdere un set.[16]
- Al Roland Garros ha ottenuto 39 successi consecutivi.
- È l'unico tennista nell'era Open a non aver mai perso il servizio fino ai quarti di finale di un singolo torneo (62 turni di battuta consecutivi vinti agli US Open 2010).[17]
- Dopo aver conquistato il primo set, ha vinto 269 incontri su 274 (98,18%).[15]
- Dopo aver conquistato i primi due set, ha vinto 239 incontri su 241 (99,17%).
- Ha vinto 4 titoli dello Slam senza perdere nemmeno un set.[14] Inoltre, è l'unico tennista della storia ad aver raggiunto otto finali senza perdere un set.[18]
- È il primo tennista nell'era Open ad aver vinto almeno 24 set col risultato di 6-0 in un singolo Slam (Roland Garros).[19]
- È l'unico tennista della storia che non ha un record negativo con nessun avversario affrontato negli scontri diretti delle finali Slam.[20]
- Ha preso parte alla finale più lunga nella storia dei tornei dello Slam, 5 ore e 53 minuti agli Australian Open 2012, persa contro Đoković.[21]
- Tra il suo primo (Open di Francia 2005) e l'ultimo Slam vinto (Open di Francia 2022), sono trascorsi 17 anni (record in era open). Meglio di lui (19 anni) fece soltanto Ken Rosewall, in era amatoriale.
- È uno dei quattro tennisti della storia, il secondo in era Open, ad aver vinto tutte e quattro le prove del Grande Slam almeno due volte, insieme a Rod Laver, Roy Emerson e Novak Đoković.
- È uno dei quattro tennisti ad aver vinto almeno un titolo Slam dopo i 36 anni.
- Insieme a Djokovic (2021), è l'unico tennista ad aver vinto nello stesso anno solare (2010) tre titoli su tre superfici diverse (terra rossa, erba e cemento).[22]
- Insieme a Mats Wilander, è l'unico tennista ad aver vinto il Roland Garros alla prima partecipazione (nel 2005).[15]
- Insieme a Mats Wilander (Roland Garros 1982) e ad Andre Agassi (Australian Open 1995), è uno dei tre tennisti ad aver vinto uno Slam alla prima partecipazione (Roland Garros 2005).
- Insieme a Pancho Gonzales (U.S. National Championships 1949), Roy Emerson (Australian Championships 1965), Andre Agassi (Open di Francia 1999), Gaston Gaudio (Open di Francia 2004), Dominic Thiem (US Open 2020), Novak Đoković (Open di Francia 2021), Jannik Sinner (Australian Open 2024) e Carlos Alcaraz (Open di Francia 2025), è uno dei nove tennisti ad aver vinto un torneo dello Slam recuperando in finale uno svantaggio di due set (Australian Open 2022).
- Insieme a Björn Borg (3 volte) e Rod Laver (2), è uno dei tre tennisti ad aver vinto almeno due volte il Roland Garros e Wimbledon nello stesso anno (Channel Slam); nel 2008 e nel 2010.
- Insieme a Ken Rosewall e Novak Đoković (2000-2009, 2010-2019, 2020-2029), è l'unico tennista ad aver vinto almeno un torneo in tre decenni diversi (2000-2009, 2010-2019, 2020-2029).

### Tornei Masters Series/ATP Tour Masters 1000
- È il tennista che ha giocato più incontri nella storia dei Masters 1000 (500).[14]
- Ha vinto 410 incontri (record).
- È l'unico tennista ad aver vinto almeno un torneo all'anno per 10 anni consecutivi (dal 2005 al 2014).
- È l'unico tennista a essere giunto in finale per 15 stagioni consecutive (dal 2005 al 2019).
- È l'unico tennista a essersi aggiudicato lo stesso torneo per otto volte consecutive (Monte Carlo, dal 2005 al 2012).
- È l'unico tennista ad aver vinto almeno 70 partite in due differenti tornei della stessa categoria.[23]
- Ha vinto 13 titoli consecutivi su terra rossa (da Montecarlo 2005 a Roma 2007).
- Ha vinto per 11 volte lo stesso titolo (Monte Carlo), di cui otto consecutive (dal 2005 al 2012), torneo in cui detiene anche il record di finali disputate (12). Detiene il record di titoli vinti anche nei tornei di Roma (10), Madrid (5) e Canadian Open (5).
- Ha vinto nello stesso anno i tornei di Monte Carlo e Roma per sette volte (2005, 2006, 2007, 2009, 2010, 2012, 2018).
- Detiene la serie più lunga di vittorie consecutive (46) in uno stesso torneo (Monte Carlo).
- Ha disputato un totale di 79 incontri in un solo torneo (Monte Carlo), vincendone 73.
- Ha disputato 12 finali al torneo di Monte Carlo e agli Internazionali d'Italia.
- Lui e Đokovic sono gli unici tennisti ad aver vinto 4 tornei consecutivi in un'unica stagione, nel suo caso Madrid, Roma, Canadian Open e Cincinnati nel 2013.
- Ha vinto tre edizioni consecutive degli Internazionali d'Italia (2005, 2006, 2007).
- Ha perso il minor numero di game (14) conquistando un titolo (Monte Carlo 2010).
- Ha perso soltanto un game in una finale (Monte Carlo 2010, 6-0 6-1 a Fernando Verdasco).[24]
- Ha raggiunto i quarti di finale in 21 tornei consecutivi (Amburgo 2008 - Cincinnati 2010).
- Insieme a Đoković e Federer, è l'unico tennista ad aver disputato almeno 50 finali.
- Insieme a Đoković, è l'unico tennista ad aver vinto almeno un torneo in quindici stagioni diverse.[25]
- È l'unico tennista ad aver disputato almeno 20 finali Masters 1000 su due superfici diverse (cemento e terra rossa).[26]
- È l'unico tennista ad aver disputato per almeno 19 anni consecutivi uno stesso torneo dei Masters 1000 (il Mutua Madrid Open nel suo caso, 2003-2022).[27]
- Insieme a Federer e Murray, è l'unico tennista ad aver vinto il torneo di Madrid sia sul cemento indoor sia sulla terra rossa.

### Precocità
- È il più giovane tennista dell'era Open (24 anni) ad aver completato il Career Grand Slam.
- È il più giovane tennista (24 anni) ad aver completato il Career Golden Slam.
- A 18 anni e 11 mesi è il tennista più giovane di sempre a vincere due Masters 1000 nella stessa stagione.
- È il più giovane tennista ad aver vinto 5, 10, 15, 20, 25 e 35 titoli Masters 1000.
- Ha vinto quattro tornei Masters 1000 nella stessa stagione (2005) da teenager.
- Insieme a Carlos Alcaraz, è l'unico giocatore della storia ad aver disputato 5 finali ATP 500 da teenager.
- È il più giovane tennista (18 anni e 6 mesi) ad aver vinto la Coppa Davis.
- Ha vinto 11 tornei nella stessa stagione (2005) da teenager.
- Ha vinto 24 incontri consecutivi da teenager.

### Terra rossa
- Ha vinto 63 titoli, seguito da Guillermo Vilas (49).[28]
- Ha vinto 14 titoli del Grande Slam.
- Ha vinto 26 titoli Masters 1000.
- Ha vinto 40 "Big Titles".[14]
- Ha vinto 13 titoli consecutivi Masters 1000 (da Montecarlo 2005 a Roma 2007).
- Ha vinto almeno un titolo ATP per 19 anni consecutivi (2004-2022).
- Ha disputato 33 finali Masters 1000.
- Ha vinto il 90,72% degli incontri disputati (479-49).[14][29]
- Ha vinto il 97,16% degli incontri disputati al meglio dei cinque set (137-4).
- Ha vinto il 100% di incontri in una stessa stagione (2010).[14]
- Ha vinto 81 incontri consecutivamente, distribuiti su 767 giorni. La striscia cominciò il 12 aprile del 2005, con la vittoria su Gael Monfils al primo turno del torneo di Monte Carlo. L'81º successo arrivò il 19 maggio del 2007 a spese di Lleyton Hewitt nella semifinale del torneo di Amburgo, e perse la finale contro Roger Federer. Si tratta della striscia più lunga di sempre di vittorie consecutive su una singola superficie in era Open.[30]
- È imbattuto nei 19 incontri disputati in Coppa Davis, 18 dei quali al meglio dei cinque set.
- E' imbattuto negli incontri decisi al 5º set.
- Ha vinto 107 partite consecutive dopo aver vinto il primo set.
- È l'unico tennista della storia a essersi aggiudicato il cosiddetto Slam Rosso, ovvero i tre Masters 1000 (Monte Carlo, Roma e Madrid) e il Roland Garros nella stessa stagione (2010).[15]
- Vanta un bilancio di 137 vittorie e 4 sconfitte nelle partite al meglio dei cinque set (112-4 al Roland Garros, 18-0 in Coppa Davis e 7-0 in finali di tornei disputate al meglio dei 5 set).[31]
- Ha realizzato per sei volte la "tripletta" Monte Carlo-Roma-Roland Garros (2005, 2006, 2007, 2010, 2012, 2018).
- Ha realizzato per nove volte l'accoppiata Monte Carlo-Roland Garros (2005, 2006, 2007, 2008, 2010, 2011, 2012, 2017, 2018).
- Ha realizzato per otto volte l'accoppiata Roma-Roland Garros (2005, 2006, 2007, 2010, 2012, 2013, 2018, 2019).
- Ha vinto 13 tornei consecutivamente (da Monte Carlo 2005 a Roma 2007).
- È giunto per 18 volte consecutive in finale (da Monte Carlo 2005 a Barcellona 2008).
- Ha vinto 46 incontri consecutivi nello stesso torneo (Monte Carlo, dal 2005 al 2013), davanti a Borg (41, a Wimbledon, dal 1976 al 1981).[32][33]
- Ha vinto 27 tornei senza perdere un set.
- Vanta un bilancio di 101 vittorie e 1 sconfitta dopo aver vinto il primo set negli incontri al meglio dei cinque set.
- Ha vinto per 12 volte il Torneo Godó (ATP 500 Barcellona), del quale detiene anche il record di vittorie consecutive (cinque, dal 2005 al 2009) e la più lunga serie di incontri (41) vinti consecutivamente (dall'edizione del 2005 a quella del 2014).

### Vari
- Ha vinto i quattro tornei dello Slam, la Coppa Davis e la medaglia d'oro olimpica sia in singolare sia in doppio.
- Ha vinto almeno 479 incontri su due superfici diverse (479 sulla terra rossa e 518 sul cemento).
- Ha vinto 90 titoli all'aperto (record).
- Vanta almeno un titolo in 15 stagioni diverse.
- Ha disputato 123 finali all'aperto.
- È il tennista che ha vinto più tornei (30) senza perdere neanche un set.[14]
- Insieme a Djokovic, è l'unico tennista della storia ad aver vinto almeno due titoli ATP per 18 stagioni consecutive (dal 2005 al 2022).[34]
- Detiene la più alta percentuale di incontri vinti in tornei all'aperto in era open (84,5% - 980 vittorie e 181 sconfitte). Inoltre, detiene il record di incontri vinti in tornei outdoor (980).[35].
- Detiene la striscia più lunga di sempre di vittorie consecutive su una singola superficie in Era Open (81 sulla terra rossa).[14][30]
- È l'unico tennista della storia ad aver raggiunto una finale ATP a distanza di 20 anni dalla prima in carriera (2004-2024).[36]
- Detiene il record di qualificazioni consecutive alle ATP Finals (16 anni consecutivi, dal 2005 al 2020).[37][38]
- È uno degli otto tennisti ad aver vinto almeno 21 partite alle ATP Finals.[38][39]
- È l'unico tennista ad aver vinto sia un torneo del Grande Slam sia un Masters 1000 all'anno per 10 anni consecutivi (dal 2005 al 2014).
- È l'unico tennista ad aver vinto 400 incontri avendone disputati meno di 500 (401-91).
- Vanta la più alta percentuale (97,47%) di vittorie dopo aver vinto il primo set negli incontri al meglio dei cinque (270-7).
- Detiene la percentuale di vittorie più alta in incontri al meglio dei 5 set (340 dei 376 incontri disputati, 90,43%).
- È l'unico tennista in era Open ad aver vinto almeno dieci volte quattro tornei: Roland Garros (14), Barcellona (12), Monte-Carlo (11), Roma (10).
- È il tennista che ha vinto più tornei differenti nella categoria ATP 500 (8).
- Ha sconfitto in 23 occasioni un giocatore posizionato al 1º posto della classifica ATP (record assoluto).[14][40]
- Ha disputato un totale di 70 incontri in un solo torneo di categoria ATP 500 (Barcelona Open), vincendone 66.
- È il tennista che ha vinto più volte la Coppa Davis (5) in era Open.[14]
- Detiene la più lunga serie (32) di vittorie consecutive tra singolare e doppio nella storia della Coppa Davis.[41]
- È l'unico tennista ad aver vinto l'ATP 500 di Acapulco almeno due volte sia sulla terra rossa sia sul cemento.
- È l'unico tennista ad aver vinto l'ATP 250 di Stoccarda su due superfici diverse (due volte su terra e una su erba).
- È l'unico tennista, insieme ad Agassi e Djokovic, ad aver completato il Grande Slam d'Oro.
- È uno dei quattro tennisti ad aver vinto almeno 518 partite sul cemento, insieme a Federer, Đoković e Agassi.
- Ha vinto quattro volte il torneo di Acapulco, a pari merito con Thomas Muster e David Ferrer.
- Nadal e Djokovic sono i giocatori che si sono affrontati di più (60 volte) in era Open, con un bilancio di 31 vittorie a 29 in favore del serbo.[42]
- Insieme a Federer e Djokovic, Nadal è l'unico tennista ad aver disputato almeno una volta la finale in ognuno dei 15 tornei che compongono i quattro "Big Titles" (i 4 tornei dello Slam, i 9 Masters 1000, le ATP Finals e le Olimpiadi).
- È uno dei 5 tennisti ad aver vinto la Coppa Davis e l'ITF World Championships nello stesso anno (insieme a John McEnroe, Boris Becker, Jim Courier e Pete Sampras).
- È l'unico giocatore della storia ad aver vinto la Coppa Davis, la medaglia d'oro Olimpica e l'ITF World Championships nello stesso anno (2008).

## Testa a testa con altri giocatori

### Testa a testa
Nella seguente tabella vengono elencati i primi cinque tennisti per numero di sfide contro Nadal. È indicato il numero degli incontri totali disputati contro ciascun avversario, il bilancio sulle varie superfici e quello globale.
| #  | Tennista      | Totale | Terra | Cemento | Erba | Bilancio |
| -- | ------------- | ------ | ----- | ------- | ---- | -------- |
| 1. | Novak Đoković | 60     | 20-9  | 7-20    | 2-2  | 29-31    |
| 2. | Roger Federer | 40     | 14-2  | 9-11    | 1-3  | 24-16    |
| 3. | David Ferrer  | 32     | 20-2  | 6-4     | 0-0  | 26-6     |
| 4. | Tomáš Berdych | 24     | 6-0   | 12-4    | 2-0  | 20-4     |
| 5. | Andy Murray   | 24     | 7-2   | 7-5     | 3-0  | 17-7     |

## I quattordici giocatori con record vincente contro Nadal (in grassetto quelli in attività)
- Novak Đoković 29–31
- Nikolaj Davydenko 5–6
- Borna Ćorić 2–3
- Dominik Hrbatý 1–3
- Àlex Corretja 0–2
- Dustin Brown 0–2
- Chris Guccione 0–1
- Joachim Johansson 0–1
- Olivier Mutis 0–1
- Paradorn Srichaphan 0–1
- Lloyd Harris 0–1
- Hubert Hurkacz 0–1
- Jiri Lehecka 0–1
- Nuno Borges 0–1

*Al 21 luglio 2024 

## Vittorie contro top 10 per stagione
| Stagione | 2001 | 2002 | 2003 | 2004 | 2005 | 2006 | 2007 | 2008 | 2009 | 2010 | 2011 | 2012 | 2013 | 2014 | 2015 | 2016 | 2017 | 2018 | 2019 | 2020 | 2021 | 2022 | 2023 | 2024 | Totale |
| Vittorie | 0    | 0    | 2    | 2    | 5    | 10   | 11   | 17   | 14   | 11   | 16   | 11   | 24   | 6    | 7    | 4    | 12   | 10   | 9    | 3    | 4    | 8    | 0    | 0    | 186    |

| Anno | N.   | Avversario            | Rank | Torneo                                 | Superficie      | Turno | Punteggio                        |
| ---- | ---- | --------------------- | ---- | -------------------------------------- | --------------- | ----- | -------------------------------- |
| 2003 | 1.   | Albert Costa          | 7    | Monte Carlo Masters, Monte Carlo       | Terra rossa     | 2T    | 7–5, 6–3                         |
| 2003 | 2.   | Carlos Moyá           | 4    | German Open Hamburg, Amburgo           | Terra rossa     | 2T    | 7–5, 6–4                         |
| 2004 | 3.   | Roger Federer         | 1    | Miami Open, Miami                      | Cemento         | 3T    | 6–3, 6–3                         |
| 2004 | 4.   | Andy Roddick          | 2    | Coppa Davis, Siviglia                  | Terra rossa (i) | RR    | 6(6)–7, 6–2, 7–6(6), 6–2         |
| 2005 | 5.   | Gastón Gaudio         | 6    | Monte Carlo Masters, Monte Carlo       | Terra rossa     | QF    | 6–3, 6–0                         |
| 2005 | 6.   | Guillermo Coria       | 9    | Monte Carlo Masters, Monte Carlo       | Terra rossa     | F     | 6–3, 6–1, 0–6, 7–5               |
| 2005 | 7.   | Roger Federer         | 1    | Open di Francia, Parigi                | Terra rossa     | SF    | 6–3, 4–6, 6–4, 6–3               |
| 2005 | 8.   | Andre Agassi          | 7    | Canadian Open, Montréal                | Cemento         | F     | 6–3, 4–6, 6–2                    |
| 2005 | 9.   | Guillermo Coria       | 8    | China Open, Pechino                    | Cemento         | F     | 5–7, 6–1, 6–2                    |
| 2006 | 10.  | Roger Federer         | 1    | Dubai Tennis Championships, Dubai      | Cemento         | F     | 2–6, 6–4, 6–4                    |
| 2006 | 11.  | Guillermo Coria       | 9    | Monte Carlo Masters, Monte Carlo       | Terra rossa     | QF    | 6–2, 6–1                         |
| 2006 | 12.  | Gastón Gaudio         | 8    | Monte Carlo Masters, Monte Carlo       | Terra rossa     | SF    | 5–7, 6–1, 6–1                    |
| 2006 | 13.  | Roger Federer         | 1    | Monte Carlo Masters, Monte Carlo       | Terra rossa     | F     | 6–2, 6(2)–7, 6–3, 7–6(5)         |
| 2006 | 14.  | Fernando González     | 9    | Internazionali d'Italia, Roma          | Terra rossa     | QF    | 6–4, 6–3                         |
| 2006 | 15.  | Roger Federer         | 1    | Internazionali d'Italia, Roma          | Terra rossa     | F     | 6(0)–7, 7–6(5), 6–4, 2–6, 7–6(5) |
| 2006 | 16.  | Ivan Ljubičić         | 4    | Open di Francia, Parigi                | Terra rossa     | SF    | 6–4, 6–2, 7–6(7)                 |
| 2006 | 17.  | Roger Federer         | 1    | Open di Francia, Parigi                | Terra rossa     | F     | 1–6, 6–1, 6–4, 7–6(4)            |
| 2006 | 18.  | Tommy Robredo         | 6    | Tennis Masters Cup, Shanghai           | Cemento (i)     | RR    | 7–6(2), 6–2                      |
| 2006 | 19.  | Nikolaj Davydenko     | 3    | Tennis Masters Cup, Shanghai           | Cemento (i)     | RR    | 5–7, 6–4, 6–4                    |
| 2007 | 20.  | Andy Roddick          | 3    | Indian Wells Open, Indian Wells        | Cemento         | SF    | 6–4, 6–3                         |
| 2007 | 21.  | Roger Federer         | 1    | Monte Carlo Masters, Monte Carlo       | Terra rossa     | F     | 6–4, 6–4                         |
| 2007 | 22.  | Novak Đoković         | 5    | Internazionali d'Italia, Roma          | Terra rossa     | QF    | 6–2, 6–3                         |
| 2007 | 23.  | Nikolaj Davydenko     | 4    | Internazionali d'Italia, Roma          | Terra rossa     | SF    | 7–6(3), 6(8)–7, 6–4              |
| 2007 | 24.  | Fernando González     | 6    | Internazionali d'Italia, Roma          | Terra rossa     | F     | 6–2, 6–2                         |
| 2007 | 25.  | Fernando González     | 5    | German Open Hamburg, Amburgo           | Terra rossa     | QF    | 6–4, 6–4                         |
| 2007 | 26.  | Novak Đoković         | 6    | Open di Francia, Parigi                | Terra rossa     | SF    | 7–5, 6–4, 6–2                    |
| 2007 | 27.  | Roger Federer         | 1    | Open di Francia, Parigi                | Terra rossa     | F     | 6–3, 4–6, 6–3, 6–4               |
| 2007 | 28.  | Novak Đoković         | 5    | Torneo di Wimbledon, Londra            | Erba            | SF    | 3–6, 6–1, 4–1 rit.               |
| 2007 | 29.  | Richard Gasquet       | 8    | Tennis Masters Cup, Shanghai           | Cemento (i)     | RR    | 3–6, 6–3, 6–4                    |
| 2007 | 30.  | Novak Đoković         | 3    | Tennis Masters Cup, Shanghai           | Cemento (i)     | RR    | 6–4, 6–4                         |
| 2008 | 31.  | James Blake           | 9    | Indian Wells Open, Indian Wells        | Cemento         | QF    | 7–5, 3–6, 6–3                    |
| 2008 | 32.  | James Blake           | 9    | Miami Open, Miami                      | Cemento         | QF    | 3–6, 6–3, 6–1                    |
| 2008 | 33.  | Tomáš Berdych         | 10   | Miami Open, Miami                      | Cemento         | SF    | 7–6(2), 6–2                      |
| 2008 | 34.  | David Ferrer          | 5    | Monte Carlo Masters, Monte Carlo       | Terra rossa     | QF    | 6–1, 7–5                         |
| 2008 | 35.  | Nikolaj Davydenko     | 4    | Monte Carlo Masters, Monte Carlo       | Terra rossa     | SF    | 6–3, 6–2                         |
| 2008 | 36.  | Roger Federer         | 1    | Monte Carlo Masters, Monte Carlo       | Terra rossa     | F     | 7–5, 7–5                         |
| 2008 | 37.  | David Ferrer          | 5    | Torneo Godó, Barcellona                | Terra rossa     | F     | 6–1, 4–6, 6–1                    |
| 2008 | 38.  | Novak Đoković         | 3    | German Open Hamburg, Amburgo           | Terra rossa     | SF    | 7–5, 2–6, 6–2                    |
| 2008 | 39.  | Roger Federer         | 1    | German Open Hamburg, Amburgo           | Terra rossa     | F     | 7–5, 6(3)–7, 6–3                 |
| 2008 | 40.  | Novak Đoković         | 3    | Open di Francia, Parigi                | Terra rossa     | SF    | 6–4, 6–2, 7–6(3)                 |
| 2008 | 41.  | Roger Federer         | 1    | Open di Francia, Parigi                | Terra rossa     | F     | 6–1, 6–3, 6–0                    |
| 2008 | 42.  | Andy Roddick          | 6    | Queen's Club Championships, Londra     | Erba            | SF    | 7–5, 6–4                         |
| 2008 | 43.  | Novak Đoković         | 3    | Queen's Club Championships, Londra     | Erba            | F     | 7–6(6), 7–5                      |
| 2008 | 44.  | Roger Federer         | 1    | Torneo di Wimbledon, Londra            | Erba            | F     | 6–4, 6–4, 6(5)–7, 6(8)–7, 9–7    |
| 2008 | 45.  | Andy Murray           | 9    | Canadian Open, Toronto                 | Cemento         | SF    | 7–6(2), 6–3                      |
| 2008 | 46.  | Novak Đoković         | 3    | Giochi olimpici, Pechino               | Cemento         | SF    | 6–4, 1–6, 6–4                    |
| 2008 | 47.  | Andy Roddick          | 8    | Coppa Davis, Madrid                    | Terra rossa     | RR    | 6–4, 6–0, 6–4                    |
| 2009 | 48.  | Gilles Simon          | 8    | Australian Open, Melbourne             | Cemento         | QF    | 6–2, 7–5, 7–5                    |
| 2009 | 49.  | Roger Federer         | 2    | Australian Open, Melbourne             | Cemento         | F     | 7–5, 3–6, 7–6(3), 3–6, 6–2       |
| 2009 | 50.  | Novak Đoković         | 3    | Coppa Davis, Benidorm                  | Terra rossa     | RR    | 6–4, 6–4, 6–1                    |
| 2009 | 51.  | Juan Martín del Potro | 6    | Indian Wells Open, Indian Wells        | Cemento         | QF    | 6–2, 6–4                         |
| 2009 | 52.  | Andy Roddick          | 7    | Indian Wells Open, Indian Wells        | Cemento         | SF    | 6–4, 7–6(4)                      |
| 2009 | 53.  | Andy Murray           | 4    | Indian Wells Open, Indian Wells        | Cemento         | F     | 6–1, 6–2                         |
| 2009 | 54.  | Andy Murray           | 4    | Monte Carlo Masters, Monte Carlo       | Terra rossa     | SF    | 6–2, 7–6(4)                      |
| 2009 | 55.  | Novak Đoković         | 3    | Monte Carlo Masters, Monte Carlo       | Terra rossa     | F     | 6–3, 2–6, 6–1                    |
| 2009 | 56.  | Nikolaj Davydenko     | 8    | Torneo Godó, Barcellona                | Terra rossa     | SF    | 6–3, 6–2                         |
| 2009 | 57.  | Fernando Verdasco     | 8    | Internazionali d'Italia, Roma          | Terra rossa     | QF    | 6–3, 6–3                         |
| 2009 | 58.  | Novak Đoković         | 3    | Internazionali d'Italia, Roma          | Terra rossa     | F     | 7–6(2), 6–2                      |
| 2009 | 59.  | Fernando Verdasco     | 8    | Madrid Open, Madrid                    | Terra rossa     | QF    | 6–4, 2–6, 7–5                    |
| 2009 | 60.  | Novak Đoković         | 4    | Madrid Open, Madrid                    | Terra rossa     | SF    | 3–6, 7–6(5), 7–6(9)              |
| 2009 | 61.  | Jo-Wilfried Tsonga    | 9    | Paris Masters, Parigi                  | Cemento (i)     | QF    | 7–5, 7–5                         |
| 2010 | 62.  | Jo-Wilfried Tsonga    | 10   | Miami Open, Miami                      | Cemento         | QF    | 6–3, 6–2                         |
| 2010 | 63.  | Roger Federer         | 1    | Madrid Open, Madrid                    | Terra rossa     | F     | 6–4, 7–6(5)                      |
| 2010 | 64.  | Robin Söderling       | 7    | Open di Francia, Parigi                | Terra rossa     | F     | 6–4, 6–2, 6–4                    |
| 2010 | 65.  | Robin Söderling       | 6    | Torneo di Wimbledon, Londra            | Erba            | QF    | 3–6, 6–3, 7–6(4), 6–1            |
| 2010 | 66.  | Andy Murray           | 4    | Torneo di Wimbledon, Londra            | Erba            | SF    | 6–4, 7–6(6), 6–4                 |
| 2010 | 67.  | Fernando Verdasco     | 8    | US Open, New York                      | Cemento         | QF    | 7–5, 6–3, 6–4                    |
| 2010 | 68.  | Novak Đoković         | 3    | US Open, New York                      | Cemento         | F     | 6–4, 5–7, 6–4, 6–2               |
| 2010 | 69.  | Andy Roddick          | 8    | ATP World Tour Finals, Londra          | Cemento (i)     | RR    | 3–6, 7–6(5), 6–4                 |
| 2010 | 70.  | Novak Đoković         | 3    | ATP World Tour Finals, Londra          | Cemento (i)     | RR    | 7–5, 6–2                         |
| 2010 | 71.  | Tomáš Berdych         | 6    | ATP World Tour Finals, Londra          | Cemento (i)     | RR    | 7–6(3), 6–1                      |
| 2010 | 72.  | Andy Murray           | 5    | ATP World Tour Finals, Londra          | Cemento (i)     | SF    | 7–6(5), 3–6, 7–6(6)              |
| 2011 | 73.  | Tomáš Berdych         | 7    | Miami Open, Miami                      | Cemento         | QF    | 6–2, 3–6, 6–3                    |
| 2011 | 74.  | Roger Federer         | 3    | Miami Open, Miami                      | Cemento         | SF    | 6–3, 6–2                         |
| 2011 | 75.  | Andy Murray           | 4    | Monte Carlo Masters, Monte Carlo       | Terra rossa     | SF    | 6–4, 2–6, 6–1                    |
| 2011 | 76.  | David Ferrer          | 6    | Monte Carlo Masters, Monte Carlo       | Terra rossa     | F     | 6–4, 7–5                         |
| 2011 | 77.  | Gaël Monfils          | 9    | Torneo Godó, Barcellona                | Terra rossa     | QF    | 6–2, 6–2                         |
| 2011 | 78.  | David Ferrer          | 6    | Torneo Godó, Barcellona                | Terra rossa     | F     | 6–2, 6–4                         |
| 2011 | 79.  | Roger Federer         | 3    | Madrid Open, Madrid                    | Terra rossa     | SF    | 5–7, 6–1, 6–3                    |
| 2011 | 80.  | Robin Söderling       | 5    | Open di Francia, Parigi                | Terra rossa     | QF    | 6–4, 6–1, 7–6(3)                 |
| 2011 | 81.  | Andy Murray           | 4    | Open di Francia, Parigi                | Terra rossa     | SF    | 6–4, 7–5, 6–4                    |
| 2011 | 82.  | Roger Federer         | 3    | Open di Francia, Parigi                | Terra rossa     | F     | 7–5, 7–6(3), 5–7, 6–1            |
| 2011 | 83.  | Mardy Fish            | 9    | Torneo di Wimbledon, Londra            | Erba            | QF    | 6–3, 6–3, 5–7, 6–4               |
| 2011 | 84.  | Andy Murray           | 4    | Torneo di Wimbledon, Londra            | Erba            | SF    | 5–7, 6–2, 6–2, 6–4               |
| 2011 | 85.  | Andy Murray           | 4    | US Open, New York                      | Cemento         | SF    | 6–4, 6–2, 3–6, 6–2               |
| 2011 | 86.  | Jo-Wilfried Tsonga    | 10   | Coppa Davis, Cordova                   | Terra rossa     | RR    | 6–0, 6–2, 6–4                    |
| 2011 | 87.  | Mardy Fish            | 8    | Japan Open Tennis Championships, Tokyo | Cemento         | SF    | 7–5, 6–1                         |
| 2011 | 88.  | Mardy Fish            | 8    | ATP World Tour Finals, Londra          | Cemento (i)     | RR    | 6–2, 3–6, 7–6(3)                 |
| 2012 | 89.  | Tomáš Berdych         | 7    | Australian Open, Melbourne             | Cemento         | QF    | 6(5)–7, 7–6(6), 6–4, 6–3         |
| 2012 | 90.  | Roger Federer         | 3    | Australian Open, Melbourne             | Cemento         | SF    | 6(5)–7, 6–2, 7–6(6), 6–4         |
| 2012 | 91.  | Jo-Wilfried Tsonga    | 6    | Miami Open, Miami                      | Cemento         | QF    | 6–2, 5–7, 6–4                    |
| 2012 | 92.  | Novak Đoković         | 1    | Monte Carlo Masters, Monte Carlo       | Terra rossa     | F     | 6–3, 6–1                         |
| 2012 | 93.  | Janko Tipsarević      | 8    | Torneo Godó, Barcellona                | Terra rossa     | QF    | 6–2, 6–2                         |
| 2012 | 94.  | David Ferrer          | 6    | Torneo Godó, Barcellona                | Terra rossa     | F     | 7–6(1), 7–5                      |
| 2012 | 95.  | Tomáš Berdych         | 7    | Internazionali d'Italia, Roma          | Terra rossa     | QF    | 6–4, 7–5                         |
| 2012 | 96.  | David Ferrer          | 6    | Internazionali d'Italia, Roma          | Terra rossa     | SF    | 7–6(6), 6–0                      |
| 2012 | 97.  | Novak Đoković         | 1    | Internazionali d'Italia, Roma          | Terra rossa     | F     | 7–5, 6–3                         |
| 2012 | 98.  | David Ferrer          | 6    | Open di Francia, Parigi                | Terra rossa     | SF    | 6–2, 6–2, 6–1                    |
| 2012 | 99.  | Novak Đoković         | 1    | Open di Francia, Parigi                | Terra rossa     | F     | 6–4, 6–3, 2–6, 7–5               |
| 2013 | 100. | David Ferrer          | 4    | Abierto Mexicano de Tenis, Acapulco    | Terra rossa     | F     | 6–0, 6–2                         |
| 2013 | 101. | Roger Federer         | 2    | Indian Wells Open, Indian Wells        | Cemento         | QF    | 6–4, 6–2                         |
| 2013 | 102. | Tomáš Berdych         | 6    | Indian Wells Open, Indian Wells        | Cemento         | SF    | 6–4, 7–5                         |
| 2013 | 103. | Juan Martín del Potro | 7    | Indian Wells Open, Indian Wells        | Cemento         | F     | 4–6, 6–3, 6–4                    |
| 2013 | 104. | Jo-Wilfried Tsonga    | 8    | Monte Carlo Masters, Monte Carlo       | Terra rossa     | SF    | 6–3, 7–6(3)                      |
| 2013 | 105. | David Ferrer          | 4    | Madrid Open, Madrid                    | Terra rossa     | QF    | 4–6, 7–6(3), 6–0                 |
| 2013 | 106. | David Ferrer          | 4    | Internazionali d'Italia, Roma          | Terra rossa     | QF    | 6–4, 4–6, 6–2                    |
| 2013 | 107. | Tomáš Berdych         | 6    | Internazionali d'Italia, Roma          | Terra rossa     | SF    | 6–2, 6–4                         |
| 2013 | 108. | Roger Federer         | 3    | Internazionali d'Italia, Roma          | Terra rossa     | F     | 6–1, 6–3                         |
| 2013 | 109. | Stan Wawrinka         | 10   | Open di Francia, Parigi                | Terra rossa     | QF    | 6–2, 6–3, 6–1                    |
| 2013 | 110. | Novak Đoković         | 1    | Open di Francia, Parigi                | Terra rossa     | SF    | 6–4, 3–6, 6–1, 6(3)–7, 9–7       |
| 2013 | 111. | David Ferrer          | 5    | Open di Francia, Parigi                | Terra rossa     | F     | 6–3, 6–2, 6–3                    |
| 2013 | 112. | Novak Đoković         | 1    | Canadian Open, Montréal                | Cemento         | SF    | 6–4, 3–6, 7–6(2)                 |
| 2013 | 113. | Roger Federer         | 5    | Cincinnati Open, Cincinnati            | Cemento         | QF    | 5–7, 6–4, 6–3                    |
| 2013 | 114. | Tomáš Berdych         | 6    | Cincinnati Open, Cincinnati            | Cemento         | SF    | 7–5, 7–6(4)                      |
| 2013 | 115. | Richard Gasquet       | 9    | US Open, New York                      | Cemento         | SF    | 6–4, 7–6(1), 6–2                 |
| 2013 | 116. | Novak Đoković         | 1    | US Open, New York                      | Cemento         | F     | 6–2, 3–6, 6–4, 6–1               |
| 2013 | 117. | Tomáš Berdych         | 5    | China Open, Pechino                    | Cemento         | SF    | 4–2 rit.                         |
| 2013 | 118. | Stan Wawrinka         | 8    | Shanghai Masters, Shanghai             | Cemento         | QF    | 7–6(10), 6–1                     |
| 2013 | 119. | Richard Gasquet       | 10   | Paris Masters, Parigi                  | Cemento (i)     | QF    | 6–4, 6–1                         |
| 2013 | 120. | David Ferrer          | 3    | ATP World Tour Finals, Londra          | Cemento (i)     | RR    | 6–3, 6–2                         |
| 2013 | 121. | Stan Wawrinka         | 8    | ATP World Tour Finals, Londra          | Cemento (i)     | RR    | 7–6(5), 7–6(6)                   |
| 2013 | 122. | Tomáš Berdych         | 6    | ATP World Tour Finals, Londra          | Cemento (i)     | RR    | 6–4, 1–6, 6–3                    |
| 2013 | 123. | Roger Federer         | 7    | ATP World Tour Finals, Londra          | Cemento (i)     | SF    | 7–5, 6–3                         |
| 2014 | 124. | Roger Federer         | 6    | Australian Open, Melbourne             | Cemento         | SF    | 7–6(4), 6–3, 6–3                 |
| 2014 | 125. | Tomáš Berdych         | 6    | Madrid Open, Madrid                    | Terra rossa     | QF    | 6–4, 6–2                         |
| 2014 | 126. | Andy Murray           | 8    | Internazionali d'Italia, Roma          | Terra rossa     | QF    | 1–6, 6–3, 7–5                    |
| 2014 | 127. | David Ferrer          | 5    | Open di Francia, Parigi                | Terra rossa     | QF    | 4–6, 6–4, 6–0, 6–1               |
| 2014 | 128. | Andy Murray           | 8    | Open di Francia, Parigi                | Terra rossa     | SF    | 6–3, 6–2, 6–1                    |
| 2014 | 129. | Novak Đoković         | 2    | Open di Francia, Parigi                | Terra rossa     | F     | 3–6, 7–5, 6–2, 6–4               |
| 2015 | 130. | David Ferrer          | 7    | Monte Carlo Masters, Monte Carlo       | Terra rossa     | QF    | 6–4, 5–7, 6–2                    |
| 2015 | 131. | Tomáš Berdych         | 7    | Madrid Open, Madrid                    | Terra rossa     | SF    | 7–6(3), 6–1                      |
| 2015 | 132. | Milos Raonic          | 9    | Shanghai, Cina                         | Cemento         | 3T    | 6–3, 7–6(3)                      |
| 2015 | 133. | Stan Wawrinka         | 4    | Shanghai Masters, Shanghai             | Cemento         | QF    | 6–2, 6–1                         |
| 2015 | 134. | Stan Wawrinka         | 4    | ATP World Tour Finals, Londra          | Cemento (i)     | RR    | 6–3, 6–2                         |
| 2015 | 135. | Andy Murray           | 2    | ATP World Tour Finals, Londra          | Cemento (i)     | RR    | 6–4, 6–1                         |
| 2015 | 136. | David Ferrer          | 7    | ATP World Tour Finals, Londra          | Cemento (i)     | RR    | 6(2)–7, 6–3, 6–4                 |
| 2016 | 137. | Kei Nishikori         | 6    | Indian Wells Open, Indian Wells        | Cemento         | QF    | 6–4, 6–3                         |
| 2016 | 138. | Stan Wawrinka         | 4    | Monte Carlo Masters, Monte Carlo       | Terra rossa     | QF    | 6–1, 6–4                         |
| 2016 | 139. | Andy Murray           | 2    | Monte Carlo Masters, Monte Carlo       | Terra rossa     | SF    | 2–6, 6–4, 6–2                    |
| 2016 | 140. | Kei Nishikori         | 6    | Torneo Godó, Barcellona                | Terra rossa     | F     | 6–4, 7–5                         |
| 2017 | 141. | Gaël Monfils          | 6    | Australian Open, Melbourne             | Cemento         | 4T    | 6–3, 6–3, 4–6, 6–4               |
| 2017 | 142. | Milos Raonic          | 3    | Australian Open, Melbourne             | Cemento         | QF    | 6–4, 7–6(7), 6–4                 |
| 2017 | 143. | Marin Čilić           | 8    | Abierto Mexicano de Tenis, Acapulco    | Cemento         | SF    | 6–1, 6–2                         |
| 2017 | 144. | Dominic Thiem         | 9    | Torneo Godó, Barcellona                | Terra rossa     | F     | 6–4, 6–1                         |
| 2017 | 145. | David Goffin          | 10   | Madrid Open, Madrid                    | Terra rossa     | QF    | 7–6(3), 6–2                      |
| 2017 | 146. | Novak Đoković         | 2    | Madrid Open, Madrid                    | Terra rossa     | SF    | 6–2, 6–4                         |
| 2017 | 147. | Dominic Thiem         | 9    | Madrid Open, Madrid                    | Terra rossa     | F     | 7–6(8), 6–4                      |
| 2017 | 148. | Dominic Thiem         | 7    | Roland Garros, Parigi                  | Terra rossa     | SF    | 6–3, 6–4, 6–0                    |
| 2017 | 149. | Stan Wawrinka         | 4    | Roland Garros, Parigi                  | Terra rossa     | F     | 6–2, 6–3, 6–1                    |
| 2017 | 150. | Grigor Dimitrov       | 8    | China Open, Pechino                    | Cemento         | SF    | 6–3, 4–6, 6–1                    |
| 2017 | 151. | Grigor Dimitrov       | 8    | Shanghai Masters, Shanghai             | Cemento         | QF    | 6–4, 6(4)–7, 6–3                 |
| 2017 | 152. | Marin Čilić           | 5    | Shanghai Masters, Shanghai             | Cemento         | SF    | 7–5, 7–6(3)                      |
| 2018 | 153. | Alexander Zverev      | 4    | Coppa Davis, Valencia                  | Terra rossa     | RR    | 6–1, 6–4, 6–4                    |
| 2018 | 154. | Dominic Thiem         | 7    | Monte Carlo Masters, Monte Carlo       | Terra rossa     | QF    | 6–0, 6–2                         |
| 2018 | 155. | Grigor Dimitrov       | 5    | Monte Carlo Masters, Monte Carlo       | Terra rossa     | SF    | 6–4, 6–1                         |
| 2018 | 156. | David Goffin          | 10   | Torneo Godó, Barcellona                | Terra rossa     | SF    | 6–4, 6–0                         |
| 2018 | 157. | Alexander Zverev      | 3    | Internazionali d'Italia, Roma          | Terra rossa     | F     | 6–1, 1–6, 6–3                    |
| 2018 | 158. | Juan Martín del Potro | 6    | Roland Garros, Parigi                  | Terra rossa     | SF    | 6–4, 6–1, 6–2                    |
| 2018 | 159. | Dominic Thiem         | 8    | Roland Garros, Parigi                  | Terra rossa     | F     | 6–4, 6–3, 6–2                    |
| 2018 | 160. | Juan Martín del Potro | 4    | Torneo di Wimbledon, Londra            | Erba            | QF    | 7–5, 6(7)–7, 4-6, 6–4, 6-4       |
| 2018 | 161. | Marin Čilić           | 7    | Canadian Open, Toronto                 | Cemento         | QF    | 2–6, 6–4, 6–4                    |
| 2018 | 162. | Dominic Thiem         | 9    | US Open, New York                      | Cemento         | QF    | 0–6, 6–4, 7–5, 6(4)–7, 7–6(5)    |
| 2019 | 163. | Stefanos Tsitsipas    | 7    | Internazionali d'Italia, Roma          | Terra rossa     | SF    | 6–3, 6–4                         |
| 2019 | 164. | Novak Đoković         | 1    | Internazionali d'Italia, Roma          | Terra rossa     | F     | 6–0, 4–6, 6–1                    |
| 2019 | 165. | Kei Nishikori         | 7    | Roland Garros, Parigi                  | Terra rossa     | QF    | 6–1, 6–1, 6–3                    |
| 2019 | 166. | Roger Federer         | 3    | Roland Garros, Parigi                  | Terra rossa     | SF    | 6–3, 6–4, 6–2                    |
| 2019 | 167. | Dominic Thiem         | 4    | Roland Garros, Parigi                  | Terra rossa     | F     | 6–3, 5–7, 6–1, 6–1               |
| 2019 | 168. | Daniil Medvedev       | 9    | Canadian Open, Montréal                | Cemento         | F     | 6–3, 6–0                         |
| 2019 | 169. | Daniil Medvedev       | 5    | US Open, New York                      | Cemento         | F     | 7–5, 6–3, 5–7, 4–6, 6–4          |
| 2019 | 170. | Daniil Medvedev       | 4    | ATP Finals, Londra                     | Cemento (i)     | RR    | 6(3)–7, 6–3, 7–6(4)              |
| 2019 | 171. | Stefanos Tsitsipas    | 6    | ATP Finals, Londra                     | Cemento (i)     | RR    | 6(4)–7, 6–4, 7–5                 |
| 2020 | 172. | Novak Đoković         | 1    | Roland Garros, Parigi                  | Terra rossa     | F     | 6–0, 6–2, 7–5                    |
| 2020 | 173. | Andrej Rublëv         | 8    | ATP Finals, Londra                     | Cemento (i)     | RR    | 6–3, 6–4                         |
| 2020 | 174. | Stefanos Tsitsipas    | 7    | ATP Finals, Londra                     | Cemento (i)     | RR    | 6–4, 4–6, 6–2                    |
| 2021 | 175. | Stefanos Tsitsipas    | 5    | Torneo Godó, Barcellona                | Terra rossa     | F     | 6–4, 6(6)–7, 7–5                 |
| 2021 | 176. | Alexander Zverev      | 6    | Internazionali d'Italia, Roma          | Terra rossa     | QF    | 6–3, 6–4                         |
| 2021 | 177. | Novak Đoković         | 1    | Internazionali d'Italia, Roma          | Terra rossa     | F     | 7–5, 1–6, 6–3                    |
| 2021 | 178. | Diego Schwartzman     | 10   | Roland Garros, Parigi                  | Terra rossa     | QF    | 6–3, 4–6, 6–4, 6–0               |
| 2022 | 179. | Matteo Berrettini     | 7    | Australian Open, Melbourne             | Cemento         | SF    | 6–3, 6–2, 3–6, 6–3               |
| 2022 | 180. | Daniil Medvedev       | 2    | Australian Open, Melbourne             | Cemento         | F     | 2–6, 6(5)–7, 6–4, 6–4, 7–5       |
| 2022 | 181. | Daniil Medvedev       | 2    | Abierto Mexicano de Tenis, Acapulco    | Cemento         | SF    | 6–3, 6–3                         |
| 2022 | 182. | Félix Auger-Aliassime | 9    | Roland Garros, Parigi                  | Terra rossa     | 4T    | 3–6, 6–3, 6–2, 3–6, 6–3          |
| 2022 | 183. | Novak Đoković         | 1    | Roland Garros, Parigi                  | Terra rossa     | QF    | 6–2, 4–6, 6–2, 7–6(4)            |
| 2022 | 184. | Alexander Zverev      | 3    | Roland Garros, Parigi                  | Terra rossa     | SF    | 7–6(8), 6–6 rit.                 |
| 2022 | 185. | Casper Ruud           | 8    | Roland Garros, Parigi                  | Terra rossa     | F     | 6–3, 6–3, 6–0                    |
| 2022 | 186. | Casper Ruud           | 4    | ATP Finals, Torino                     | Cemento (i)     | RR    | 7–5, 7–5                         |

## Guadagni
| Anno     | Grandi Slam | ATP Tour | Totale | Guadagni ($)                                                 | Posizione |
| -------- | ----------- | -------- | ------ | ------------------------------------------------------------ | --------- |
| 2002     | 0           | 0        | 0      | 23.975                                                       | 345       |
| 2003     | 0           | 0        | 0      | 243.238                                                      | 87        |
| 2004     | 0           | 1        | 1      | 447.758                                                      | 50        |
| 2005     | 1           | 10       | 11     | 3.874.751                                                    | 2         |
| 2006     | 1           | 4        | 5      | 3.746.360                                                    | 2         |
| 2007     | 1           | 5        | 6      | 5.646.935                                                    | 2         |
| 2008     | 2           | 6        | 8      | 6.773.773                                                    | 1         |
| 2009     | 1           | 4        | 5      | 6.466.515                                                    | 2         |
| 2010     | 3           | 4        | 7      | 10.171.998                                                   | 1         |
| 2011     | 1           | 2        | 3      | 7.668.217                                                    | 2         |
| 2012     | 1           | 3        | 4      | 4.997.450                                                    | 4         |
| 2013     | 2           | 8        | 10     | 14.570.937 Archiviato il 1º luglio 2014 in Internet Archive. | 1         |
| 2014     | 1           | 3        | 4      | 6.746.475 Archiviato il 1º luglio 2014 in Internet Archive.  | 3         |
| 2015     | 0           | 3        | 3      | 4.508.891 Archiviato il 1º luglio 2014 in Internet Archive.  | 5         |
| 2016     | 0           | 2        | 2      | 2.836.500 Archiviato il 1º luglio 2014 in Internet Archive.  | 9         |
| 2017     | 2           | 4        | 6      | 15.864.000                                                   | 1         |
| 2018     | 1           | 4        | 5      | 8.663.347                                                    | 2         |
| 2019     | 2           | 2        | 4      | 12.214.586                                                   | 1         |
| 2020     | 1           | 1        | 2      | 3.397.127                                                    | 3         |
| 2021     | 0           | 2        | 2      | 1.478.830                                                    | 17        |
| 2022     | 2           | 2        | 4      | $9,368,326                                                   | 3         |
| 2023     | 0           | 0        | 0      | $310,798                                                     | 188       |
| 2024     | 0           | 0        | 0      | $305,379                                                     | 190       |
| Carriera | 22          | 70       | 92     | $134,946,100                                                 | 2         |

- Aggiornato al 30 dicembre 2024

## Premi e riconoscimenti
Vanta un totale di 64 premi da sportivo, elencati qui di seguito:
- 16 riconoscimenti attribuitigli dagli utenti del web o dai giornalisti di testate giornalistiche internazionali: 4 "L'Équipe World Champion of Champions" (Campione del Mondo dei Campioni) in quanto miglior sportivo dell'anno per conto del giornale sportivo francese "L'Équipe", 4 "Marca Leyenda" tramite il voto dei giornalisti del giornale sportivo spagnolo "Marca" [1 come "miglior atleta internazionale 2008", 1 come "sportivo del decennio 2000s (2000-2009)", 1 come "più grande sportivo spagnolo della storia" nel 2013 e 1 come "miglior atleta degli anni 2010s (2010-2019)"], 3 "miglior tennista uomo" per conto degli "ESPY Awards" (il premio "Best Male Tennis Player ESPY Award" nel 2011, 2014 e 2022), 2 "US Open Series Champion" per le miglior prestazioni fornite nei tornei americani (dal pre-US Open agli US Open), 1 "BBC Sports Personality World Sport Star of the Year" tramite il voto di circa 30 giornalisti sportivi della BBC e 2 "European Sportsman of the Year Award o Frank Taylor Trophy" come "miglior atleta internazionale maschile" per conto dell'AIPS ("Association Internationale de la Presse Sportive");
- 16 riconoscimenti conferitigli, per meriti sportivi, da parte di alcuni enti spagnoli: 1 "Premio de Convivencia della Fondazione Broseta" (in memoria dell’accademico e politico spagnolo Manuel Broseta Pont)[44], 1 "Medaglia d'Oro dell'Ordine Reale del Merito Sportivo"[45], 1 "Premio Principe delle Asturie per lo Sport"[46], 1 "Premio Figlio Preferito di Manacor"[47], 1 "Medaglia d'Oro al Merito del Lavoro"[48], 1 laurea “honoris causa” dall’Università Europea di Madrid per i valori dimostrati nello sport ("Come uno straordinario esempio di apprendimento delle competenze fondamentali, abilità e valori che hanno portato al successo nella sua carriera")[49], 1 "Premio Figlio Preferito di Maiorca"[50], 4 "Premios Nacionales del Deporte" come "miglior atleta spagnolo"[51][52][53][54], 1 premio come "Cavaliere di Gran Croce dell'Ordine Reale del Merito Sportivo"[55], 1 premio come "Cavaliere di Gran Croce dell'Ordine del 2 Maggio"[56](in spagnolo "la Gran Cruz de la Orden Dos de Mayo"[57]), 1 premio detto "Croce d'Argento dell'Ordine al Merito della Guardia Civile" (in spagnolo "Rafa Nadal, condecorado con la Cruz de Plata al mérito de la Guardia Civil")[58], 1 premio "DEX2020 LEYENDA" durante l'evento spagnolo denominato "IV Gala de los Premios DEX" o "La Gala De ElDesmarque"[59] e 1 "Galardón Camino Real", premio conferitogli dal Re Felipe VI presso l'Università di Alcalá [Universidad de Alcalá (UAH)] a Madrid il 20 settembre 2022;[60][61]
- 1 onorificenza straniera: 1 "Medaglia Grand Vermeil" della città di Parigi (in spagnolo "Medalla Grand Vermeil en vísperas de Roland Garros");[62]
- 2 riconoscimenti da parte di 26 agenzie di stampa europee, come "Sportivo Europeo dell’Anno" : 2008 e 2010 [terzo per numero di successi dietro a Federer (5) e Djokovic (4)]. Per questo riconoscimento, partecipano alla votazione 26 agenzie di stampa europee (ma non quella italiana): AFP (Francia), AGERPRES (Romania), ANP (Paesi Bassi), APA (Austria), ANA – MNA (Grecia), Belga (Belgio), Belta (Bielorussia), BTA (Bulgaria), CTK (Repubblica Ceca), DPA (Germania), EFE (Spagna), HINA (Croazia), LETA (Lettonia), LUSA (Portogallo), MOLDPRESS (Moldavia), MTI (Ungheria), NETTV (Malta), RNA (Azerbaigian), SITA (Slovacchia), STA (Slovenia), SID (Germania), TANJUG (Serbia), TASS (Russia), TASR (Slovacchia), UKRINFORM (Ucraina) e PAP (Polonia).[63]
- 5 Laureus World Sports Awards[64]: 2 nella categoria "Sportivo dell'anno o Laureus World Sportsman of the Year" (2011, 2021[65][66]), 1 nella categoria "Rivelazione dell'anno o Laureus World Breakthrough of the Year" (2006) e 1 nella categoria "Ritorno dell'anno o Laureus World Comeback of the Year" (2014), uno nella categoria "Laureus Icon of Sport Award" (2025) diventando il primo atleta in assoluto a ricevere premi in tutte le categorie.[67]
- 19 premi "ATP" (elencati sotto);
- 6 premi "ITF" (elencati sotto).

Vanta 28 premi vinti nella carriera di tennista. Escludendo il "Best Male Tennis Player ESPY Award", 19 premi appartengono alla categoria "ATP" e 6 alla categoria "ITF". Eccoli elencati qui di seguito:
- 3 "Best Male Tennis Player ESPY Award";
- 19 categoria "ATP": 5 "Stefan Edberg Sportsmanship Award", 1 "Arthur Ashe Humanitarian of the Year Award", 5 "ATP Player of the Year o ATP World Tour N.1", 3 "Golden Bagel Award", 1 "Newcomer ATP Player of the Year", 1 "Comeback ATP Player of the Year", 1 "Most Improved ATP Player of the Year", 1 "ATPTour.com Fans’ Favourite Award" e 1 riconoscimento per le 1000 vittorie ATP in carriera ottenuto in data 4 novembre 2020, dopo la vittoria contro Feliciano López al torneo Paris Masters 2020;
- 6 categoria "ITF": 5 "ITF World Champion" e 1 "Rakuten Optimism Award o Davis Cup Most Valuable Player".

Big Awards:
Laureus World Sports Awards, "ATP Player of the Year o ATP World Tour N.1", "Golden Bagel Award", "Newcomer ATP Player of the Year", "Comeback ATP Player of the Year", "Most Improved ATP Player of the Year", "ITF World Champion" e "Rakuten Optimism Award o Davis Cup Most Valuable Player"
Includendo in questo conteggio solo i "Big Awards" vinti, Nadal è al secondo posto con 21 successi, dietro a Đoković (27) e davanti a Federer (19). È il terzo tennista in classifica (a pari merito con Federer) per numero di titoli "ITF World Champion" conseguiti (cinque: 2008, 2010, 2017, 2019, 2022), dietro a Djokovic (8) e Sampras (6). Nadal è l'unico tennista spagnolo della storia ad aver ottenuto il riconoscimento, è il primo tennista della storia ad aver realizzato l'impresa in 5 anni non consecutivi, con una distanza senza precedenti di 14 anni intercorsi tra il primo e l'ultimo titolo. 
Insieme a Đoković, ha vinto il maggior numero di "Golden Bagel Award" (3), davanti a Federer (2), Ferrer e Söderling (1). Nadal è l'unico tennista della storia ad aver vinto almeno una volta in carriera ogni singolo premio individuale messo in palio dall'ATP ("ATP Player of the Year o ATP World Tour N.1", "Newcomer ATP Player of the Year", "Comeback ATP Player of the Year", "Most Improved ATP Player of the Year", "Stefan Edberg Sportsmanship Award", "Arthur Ashe Humanitarian of the Year Award", "ATPTour.com Fans’ Favourite Award", "Golden Bagel Award", a cui si somma 1 riconoscimento per le 1000 vittorie ATP in carriera) ed è anche l'unico sportivo della storia ad aver vinto almeno una volta in carriera ciascuno dei tre singoli "Laureus" messi in palio in ognuna delle tre singole categorie dei Laureus World Sports Awards per cui concorre (ovvero quelle per atleti non disabili e che non praticano sport alternativi), avendo vinto i tre seguenti "Laureus": 2 nella categoria "Sportivo dell'anno o Laureus World Sportsman of the Year" nel 2011 e nel 2021, 1 nella categoria "Rivelazione dell'anno o Laureus World Breakthrough of the Year" nel 2006 e 1 nella categoria "Ritorno dell'anno o Laureus World Comeback of the Year" nel 2014.
Aggiornato al 23 dicembre 2023.

### Sintesi
- ATP Awards: (15)
  - Giocatore dell'anno: 2008, 2010, 2013, 2017, 2019
  - Esordiente dell'anno: 2003
  - Giocatore maggiormente migliorato: 2005
  - Miglior ritorno dell'anno: 2013
  - Stefan Edberg Sportsmanship Award: 2010, 2018, 2019, 2020, 2021
  - Arthur Ashe Humanitarian of the Year: 2011
  - Giocatore preferito dal pubblico: 2022
- Laureus World Sports Awards (4)
  - Rivelazione dell'anno: 2006
  - Sportivo dell'anno: 2011, 2021
  - Ritorno dell'anno: 2014
- ITF World Champion (5): 2008, 2010, 2017, 2019, 2022
- Golden Bagel Award (3): 2005, 2008, 2009